# Mariah Carey
Mariah Carey (/məˈraɪə/; sinh ngày 27 tháng 3 năm 1969) là một nữ ca sĩ kiêm sáng tác nhạc, nhà sản xuất thu âm và diễn viên người Mỹ. Được biết đến với quãng giọng dài 5 quãng tám, chất giọng du dương và khả năng sử dụng quãng sáo đặc trưng, bà được gọi là "Songbird Supreme" và Nữ hoàng nhạc Giáng sinh. Bà trở nên nổi tiếng vào năm 1990 với album đầu tay cùng tên, được phát hành dưới sự hướng dẫn của Tommy Mottola, giám đốc điều hành Columbia Records, người đã kết hôn với bà ba năm sau đó. Carey là nghệ sĩ đầu tiên trong lịch sử có 5 đĩa đơn đạt vị trí quán quân trên Billboard Hot 100, từ "Vision of Love" đến "Emotions".
Bà đạt được thành công trên toàn cầu với các album tiếp theo Music Box (1993), Merry Christmas (1994) và Daydream (1995). Những album này bao gồm một số đĩa đơn thành công nhất của Carey, bao gồm "Hero", "Without You", "All I Want for Christmas Is You", "Fantasy", "Always Be My Baby", cũng như "One Sweet Day", đứng đầu bảng xếp hạng cuối thập kỷ Billboard Hot 100 của Mỹ (những năm 1990). Sau khi tách khỏi Mottola, Carey dần thay đổi hình ảnh và kết hợp nhiều yếu tố hip hop hơn vào âm nhạc của mình với Butterfly (1997). Billboard vinh danh bà là nghệ sĩ thành công nhất của đất nước những năm 1990, trong khi Giải thưởng Âm nhạc Thế giới vinh danh bà là nghệ sĩ âm nhạc bán đĩa nhạc chạy nhất thế giới những năm 1990 và nữ nghệ sĩ nhạc pop bán đĩa nhạc chạy nhất thiên niên kỷ.
Sau 10 năm liên tiếp đứng đầu bảng xếp hạng đĩa đơn Hoa Kỳ, Carey chia tay Columbia vào năm 2001 và ký hợp đồng thu âm trị giá 100 triệu đồng với Virgin Records vào tháng 4 năm đó. Tuy nhiên, sau sự suy sụp về tinh thần và thể chất, cộng với thất bại về mặt thương mại và phê bình của bộ phim Glitter (2001) và nhạc phim đi kèm, hợp đồng của bà đã được Virgin mua lại với giá 28 triệu đô và bà đã ký hợp đồng với Island Records một năm sau đó. Sau một thời gian dài tương đối không thành công, bà đã trở lại vị trí quán quân bảng xếp hạng âm nhạc với The Emancipation of Mimi (2005), album bán chạy thứ hai thế giới năm 2005. Đĩa đơn thứ hai, "We Belong Together", đứng đầu bảng xếp hạng Billboard Hot 100 của Mỹ cuối thập kỷ (những năm 2000). Diễn xuất của bà trong bộ phim Precious năm 2009 đã giúp bà giành được Giải thưởng Nữ diễn viên đột phá tại Liên hoan phim Quốc tế Palm Springs. Các dự án tiếp theo của Carey bao gồm việc làm giám khảo cho American Idol, đóng vai chính trong loạt phim tài liệu Mariah's World, và xuất hiện trong các bộ phim The Butler (2013), A Christmas Melody (2015) và The Lego Batman Movie (2017).
Với doanh số hơn 200 triệu đĩa trên toàn thế giới bà là một trong những nghệ sĩ âm nhạc bán đĩa nhạc chạy nhất mọi thời đại. Carey đã có mười chín bài hát đứng đầu bảng xếp hạng Billboard Hot 100 và giữ kỷ lục về số đĩa đơn quán quân của một nghệ sĩ solo, một nữ nhạc sĩ và một nữ nhà sản xuất thu âm. Theo Hiệp hội Công nghiệp Ghi âm Hoa Kỳ (RIAA), bà là nữ nghệ sĩ được có nhiều chứng nhận nhất tại Hoa Kỳ, với 68,5 triệu đơn vị album được chứng nhận cùng với Barbra Streisand.
Năm 2012, bà đứng thứ hai trong danh sách 100 phụ nữ của VH1. Năm 2019, Billboard vinh danh bà là nữ nghệ sĩ có nhiều hit đạt số một nhất tại Hoa Kỳ, dựa trên thành tích ở bảng xếp hạng đĩa đơn.
Bên cạnh những thành công thương mại, Carey đã giành được năm giải Grammy, mười chín giải thưởng Âm nhạc Thế giới, mười giải thưởng Âm nhạc Mỹ, mười lăm giải thưởng Âm nhạc Billboard. Là thành viên chính thức của Đại sảnh Danh vọng Nhà soạn nhạc, bà được ghi nhận là người truyền cảm hứng đến nhiều nghệ sĩ khác, là thần tượng của nhiều bạn trẻ một thời.

## Cuộc đời và sự nghiệp

### Thời thơ ấu
Mariah Carey sinh ngày 27 tháng 3 năm 1969 tại Huntington, New York, là con gái trong gia đình của Alfred Roy, một kỹ sư hàng không người Venezuela gốc Phi và Patricia (Hickey), người mang dòng máu Mỹ gốc Ireland. Họ Carey được lấy từ người ông có gốc gác từ Venezuela, Francisco Núñez, sau khi nhập cư tại New York. Patrica từng là một ca sĩ opera và giảng viên thanh nhạc trước khi gặp gỡ Alfred vào năm 1960. Một năm sau, cả hai kết hôn và dời đến khu ngoại ô tại New York. Dù vậy, gia đình của Patricia đã khước từ bà vì kết hôn với một người đàn ông da màu. Carey giải thích mình cảm nhận được sự ghẻ lạnh từ gia đình bên ngoại trong thời gian trưởng thành, điều mang ảnh hưởng to tát đến bà. Trong thời gian mang thai Carey và chị gái Alison, gia đình đa chủng tộc của bà phải chịu nhiều sự gièm pha từ cộng đồng. Tên của bà được lấy từ bài hát "They Call the Wind Maria", nằm trong vở nhạc kịch Broadway Paint Your Wagon (1951). Bố mẹ Carey ly hôn năm bà mới ba tuổi.
—Carey kể về tuổi thơ của mình.
Sau khi gia đình đổ vỡ, Alison về sống cùng bố, trong khi Mariah và em trai Morgan vẫn ở cùng mẹ. Carey trưởng thành tách biệt với bố mình và sau đó không còn gặp gỡ ông nữa. Năm 4 tuổi, Carey bắt đầu lén nghe đài phát thanh dưới chăn vào ban đêm, tập hát và cố tìm sự bình yên từ âm nhạc. Tại trường tiểu học, bà vượt trội trong nhiều môn học như âm nhạc, mĩ thuật và văn học, nhưng không thể tìm thấy niềm yêu thích ở các môn học khác. Sau nhiều năm gặp khó khăn tài chính, Patricia kiếm được đủ tiền để chuyển gia đình đến một khu vực ổn định và sung túc hơn ở New York. Carey bắt đầu làm thơ và thêm giai điệu vào chúng, trong khi tự thân trở thành ca sĩ kiêm sáng tác nhạc lúc theo học tại trường Trung học Harborfields, Greenlawn, New York. Carey trở nên vượt trội trong âm nhạc, tự nắm vững và kiểm soát quãng sáo thông qua các buổi luyện thanh cùng mẹ. Dù giới thiệu con gái mình về opera cổ điển, Patricia chưa từng áp đặt Carey đi theo con đường sự nghiệp chính quy, khi bà tỏ vẻ không quan tâm đến thể loại này. Carey nhớ lại việc mình phải giữ các sáng tác như một bí mật, nhận thấy Patricia "chưa bao giờ là một bà mẹ tự đề cao" và cảm thấy "vô cùng tôn trọng opera, nhưng chúng chưa bao giờ tạo cảm hứng cho tôi."
Lúc ở trường Trung học, Carey sáng tác nhạc cùng Gavin Christopher. Họ cần một trợ lý có thể chơi keyboard: "Chúng tôi có gọi một người nhưng anh ta không đến, thế nên chúng tôi tình cờ gặp phải Ben [Margulies]. Ben đến phòng thu và chơi keyboard không thành thục cho lắm — anh ấy giống như một tay trống hơn — nhưng sau ngày hôm đó, chúng tôi giữ liên lạc và trở thành những nhà sáng tác nhạc ăn ý." Carey và Christopher bắt đầu sáng tác trong tầng hầm cửa hàng của bố ông, lúc Carey đang học năm cuối cấp. Sau khi cùng nhau soạn thảo bài hát đầu tiên, "Here We Go Round Again", được Carey mô tả mang hơi hướng Motown, cả hai tiếp tục sáng tác cho bản thu thử đầy đủ. Carey sau đó dọn đến một căn hộ tại Manhattan, nơi bà phải ở cùng 4 nữ sinh khác và làm công việc của một bồi bàn tại nhiều nhà hàng, dù thường bị đuổi việc chỉ sau hai tuần. Trong lúc phải làm việc để trả tiền thuê nhà, Carey vẫn mang nhiều hoài bão âm nhạc và tiếp tục miệt mài hợp tác cùng Margulies, với hi vọng hoàn thành bản thu thử. Sau khi hoàn tất băng thu thử gồm 4 bài hát, Carey dự định gửi chúng đến nhiều hãng thu âm nhưng đều thất bại. Không lâu sau, bà được giới thiệu đến ca sĩ nhạc pop đang nổi danh lúc bấy giờ, Brenda K. Starr.

### 1988–92:Mariah CareyvàEmotions

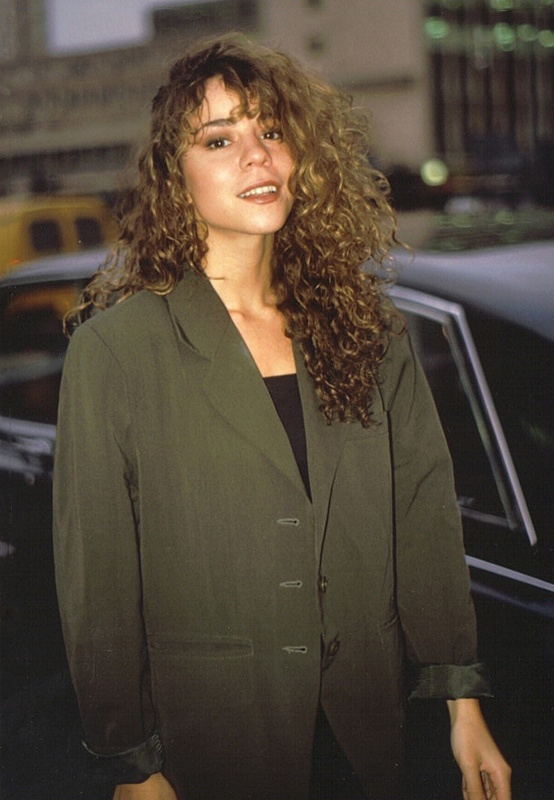
Carey rời khỏi Nhà hát Shepherd's Bush, nơi cô quảng bá đĩa đơn "Vision of Love" trên chương trình The Wogan Show, 1990

Khi tình bạn giữa Carey và Starr dần trở nên thắm thiết, cũng là lúc Starr mong muốn giúp bà đạt thành công trong ngành công nghiệp. Vào tháng 12 năm 1988, cả hai đến dự một buổi gala của hãng thu âm, nơi Starr đưa bản thu thử đến chủ hãng thu âm Columbia Records, Tommy Mottola. Chỉ sau hai bài hát đầu tiên, ông yêu mến giọng hát của Carey đến nỗi quay trở lại bữa tiệc lúc bà đã rời khỏi đó. Sau khi tìm kiếm Carey trong 2 tuần, ông ngay lập tức ký kết cùng bà và bắt đầu lập kế hoạch cho lần ra mắt thương mại đầu tiên. Trong khi bà vẫn mong muốn hợp tác cùng Margulies, Mottola lại đưa ra nhiều nhà sản xuất hàng đầu vào thời điểm trên, bao gồm Ric Wake, Narada Michael Walden và Rhett Lawrence. Mottola và đội ngũ của Columbia dự định quảng bá Carey như là nữ nghệ sĩ nhạc pop chính của hãng, cạnh tranh cùng Whitney Houston (Arista Records) và Madonna (Sire Records). Sau khi Carey hoàn thành album đầu tay cùng tên, Columbia chi trả hơn 1 triệu đô-la Mỹ để quảng bá nó. Dù không có khởi đầu khả quan, album này sau cùng vươn đến ngôi đầu Billboard 200, sau sự bùng nổ của Carey tại giải Grammy lần thứ 33. Mariah Carey nằm ở vị trí quán quân trong suốt 11 tuần liên tiếp, giúp bà giành giải Grammy cho "Nghệ sĩ mới xuất sắc nhất" và "Trình diễn giọng pop nữ xuất sắc nhất" cho đĩa đơn "Vision of Love". Ngoài đĩa đơn này, album còn phát hành các đĩa đơn quán quân Billboard Hot 100 "Someday", "I Don't Wanna Cry" và "Love Takes Time". Carey trở thành nghệ sĩ đầu tiên kể từ The Jackson 5 có 4 đĩa đơn đầu tay đạt ngôi quán quân. Mariah Carey trở thành album bán chạy nhất tại Hoa Kỳ trong năm 1991, với doanh số vượt 15 triệu bản.
Carey bắt đầu thu âm album thứ hai, Emotions vào năm 1991. Bà mô tả đây là sự thành kính trước dòng nhạc soul Motown, là thể loại âm nhạc gây ảnh hưởng đến bà khi còn nhỏ. Trong dự án này, Carey bắt tay cùng Walter Afanasieff, người có đóng góp ít ỏi trong lần ra mắt của bà, cùng Robert Clivillés và David Cole, từ nhóm nhảy C+C Music Factory. Mối quan hệ giữa Carey và Margulies trở nên xấu hơn bởi thỏa thuận hợp đồng cá nhân giữa Carey và ông trước khi bà ký kết cùng Columbia, không những chia hoa hồng tác quyền bài hát mà còn lấy đi phân nửa thu nhập của bà. Dù vậy, trong thời điểm sáng tác cho Emotions, hãng Sony khẳng định chỉ trả cho ông số tiền ngang bằng với các đồng tác giả khác. Margulies đệ đơn kiện Sony và sau cùng cả hai tan rã. Emotions ra mắt vào ngày 17 tháng 9 năm 1991 và nhận được hầu hết là các đánh giá tích cực, với nhiều ý kiến khen ngợi nét trưởng thành của album. Album đạt doanh số 8 triệu bản trên toàn cầu.
Sau khi phát hành album đầu tay, nhiều nhà phê bình nghi ngờ liệu Carey có thể thực hiện một chuyến lưu diễn thế giới để quảng bá sản phẩm của mình hay không. Dù Carey giải thích chứng sợ sân khấu và phong cách bài hát của bà có thể khiến việc lưu diễn gặp nhiều khó khăn, nhiều suy đoán cho rằng âm vực 5 quãng tám của Carey bị chi phối ít nhiều bởi kỹ thuật phòng thu. Với mong muốn dẹp bỏ những suy luận cho rằng bà là một nghệ sĩ chế tạo, Carey và Walter Afanasieff quyết định xuất hiện trên MTV Unplugged, một chương trình truyền hình âm nhạc giới thiệu nghệ sĩ thông qua nhạc cụ mộc, phát sóng trên MTV. Trong khi Carey lựa chọn những bài hát nội tâm và mạnh mẽ, chương trình lại quyết định trình diễn những bài hát mang tính đại chúng hơn. Nhiều ngày trước khi ghi hình chương trình, Carey và Afanasieff dự định trình bày lại một bài hát cũ nhằm mang đến một điều gì đó khác biệt và bất ngờ. Vào ngày 16 tháng 3 năm 1992, Carey thu một loạt 7 bài hát tại Phòng thu Kaufman Astoria, đặt ở Queens, New York, trong đó có ca khúc "I'll Be There" của The Jackson 5. Chương trình được giới phê bình khen ngợi, với tần suất xuất hiện trên sóng truyền hình cao gấp 3 lần những tập khác. Thành công này khiến Sony quyết định quảng bá thông qua một EP ngắn với giá thành thấp. EP này đạt thành công, khi 3 lần được chứng nhận Bạch kim bởi Hiệp hội Công nghiệp Ghi âm Hoa Kỳ (RIAA) trong khi giành thêm nhiều chứng nhận đĩa Vàng và Bạch kim khác tại thị trường châu Âu.

### 1993–96:Music Box,bứt phá thành công vàDaydream
Carey bắt tay thực hiện album phòng thu thứ 3, Music Box vào đầu năm 1993. Sau khi Emotions không thể vượt qua thành công của album đầu tay, Carey và Columbia đi đến quyết định đưa dòng nhạc pop nhiều hơn trong album sắp tới, nhằm tiếp cận đến tầng lớp khán giả rộng hơn. Afanasieff là đồng tác giả và hợp tác sản xuất trong hầu hết album Music Box. Cũng trong thời gian thu âm, bà hẹn hò cùng Mottola và kết hôn vào ngày 5 tháng 6 năm 1993. Vào ngày 31 tháng 8, Music Box được phát hành trên toàn cầu và đạt vị trí quán quân Billboard 200. Các nhà phê bình đưa ra phản hồi trái chiều đến album; trong khi nhiều người khen ngợi ảnh hưởng pop cùng nội dung vững chắc của album, những ý kiến khác lại cảm thấy Carey ít sử dụng quãng giọng vốn có của mình. Nhà quán quân thứ 8 của Carey tại Hot 100, "Hero" trở thành một trong những bài hát phổ biến và gây cảm hứng nhất trong sự nghiệp của bà. Phiên bản trình bày lại "Without You" của bà được phát hành làm đĩa đơn thứ 3, trở thành đĩa đơn dẫn đầu tại Đức, Thụy Điển và Vương quốc Liên hiệp Anh.
Music Box dẫn đầu tại các bảng xếp hạng album ở nhiều quốc gia và trở thành một trong những album bán chạy nhất mọi thời đại, với doanh số vượt 32 triệu bản. Sau khi từ chối lưu diễn từ hai album trước, Carey đồng ý mở đầu một loạt đêm nhạc ngắn hạn tại Mỹ mang tựa đề Music Box Tour. Chỉ kéo dài 6 ngày tại khu vực Bắc Mỹ, các đêm nhạc mang lại thành công và là một bước tiến lớn cho Carey. Theo sau Music Box, Carey bỏ ra một khoảng thời gian tương đối lớn nhằm tránh ánh mắt của dư luận và bắt đầu thực hiện một dự án bí mật trong suốt 1994. Vào tháng 10 năm 1994, Billboard thông báo Carey sẽ phát hành một đĩa nhạc mừng Giáng sinh vào thời điểm cuối năm. Cùng năm đó, Carey thu âm bản song ca cùng Luther Vandross; một phiên bản trình bày lại "Endless Love" của Lionel Richie và Diana Ross. Album Merry Christmas của Carey ra mắt cùng lúc với đĩa đơn đầu tiên, "All I Want for Christmas Is You" vào ngày 1 tháng 11 năm 1994. Merry Christmas trở thành album Giáng sinh bán chạy nhất mọi thời đại, với doanh số toàn cầu đạt 16 triệu đĩa. Giới phê bình khen ngợi "All I Want for Christmas Is You" và gọi đây là "một trong số ít những bài hát hiện đại xứng đáng có trong dịp lễ hội kinh điển." Rolling Stone mô tả bài hát là một "tiêu chuẩn cho mùa lễ hội" và xếp vào danh sách "Những bài hát Giáng sinh vĩ đại nhất của kỷ nguyên Rock and Roll". Về mặt thương mại, bài hát trở thành nhạc chuông dịp lễ bán chạy nhất mọi thời đại và là đĩa đơn bán chạy nhất bởi một nghệ sĩ ngoài châu Á tại Nhật Bản, với doanh số đạt 2.1 triệu bản (bao gồm cả tải nhạc số và nhạc chuông). Đến cuối dịp lễ hội năm 1994, Carey và Afanasieff đã bắt đầu sáng tác cho album phòng thu kế tiếp, được dự định phát hành vào cuối năm tới.

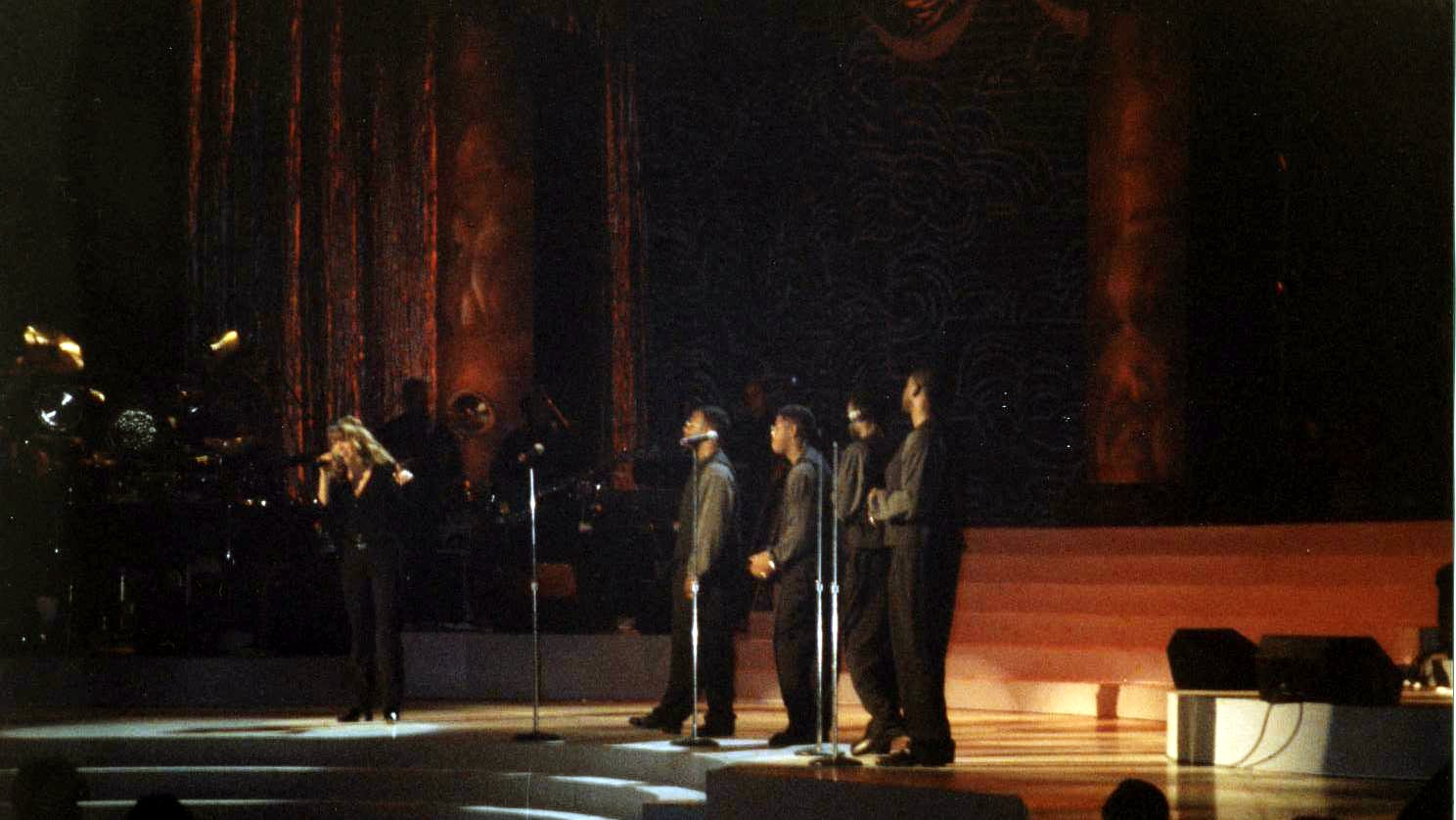
Carey cùng ban nhạc Boyz II Men trình diễn "One Sweet Day" tại Madison Square Garden vào tháng 10 năm 1995.

Phát hành vào ngày 3 tháng 10 năm 1995, Daydream kết hợp những xúc cảm về pop của Music Box với những ảnh hưởng từ R&B và hip-hop. Đĩa đơn thứ 2 trích từ album, "One Sweet Day" được Carey lấy cảm hứng từ cái chết của David Cole và chị gái Alison, người được phát hiện mắc bệnh AIDS. Bài hát dẫn đầu Hot 100 trong suốt 16 tuần lễ, trở thành đĩa đơn quán quân có thời gian trụ hạng dài nhất lịch sử xếp hạng Hoa Kỳ. Daydream là album bán chạy nhất của bà tại Hoa Kỳ và là album thứ hai của bà đạt chứng nhận đĩa Kim cương bởi RIAA, sau Music Box. Ngoài ra, đây còn là album bán chạy nhất bởi một nghệ sĩ quốc tế tại Nhật Bản, khi đạt ngưỡng 2.2 triệu bản; với doanh số toàn cầu vượt 25 triệu bản. Giới phê bình gọi Daydream là tác phẩm xuất sắc nhất trong sự nghiệp của Carey; The New York Times xếp Daydream vào danh sách album xuất sắc nhất năm 1995 và viết rằng "những ca khúc hay nhất trong đĩa này đã đưa việc tạo những bản pop ngọt ngào lên một đỉnh cao mới của sự tinh tế [...] Khả năng sáng tác của Carey đã tiến một bước nhảy vọt, trở nên có tính giải trí hơn, gợi cảm hơn và ít dựa dẫm vào những ca từ sáo rỗng." Carey lần nữa tổ chức một chuyến lưu diễn toàn thế giới mang tên Daydream World Tour, bao gồm 3 ngày tại Nhật Bản và 4 ngày nữa tại khu vực châu Âu. Trong thời gian bán vé, Carey lập nên kỷ lục khi toàn bộ 150.000 vé trong 3 đêm diễn tại sân vận động lớn nhất Nhật Bản, Tokyo Dome, đã bán hết trong chưa đến 3 giờ đồng hồ, phá vỡ kỷ lục do The Rolling Stones nắm giữ. Theo thành công của album, Carey còn giành 2 giải Âm nhạc Mỹ cho hạng mục "Nữ nghệ sĩ Pop/Rock được yêu thích nhất" và "Nữ nghệ sĩ Soul/R&B được yêu thích nhất". Daydream cùng các đĩa đơn lần lượt giành được 6 đề cử tại giải Grammy lần thứ 38. Carey, cùng với Boyz II Men, mở đầu sự kiện này bằng màn trình diễn "One Sweet Day". Dù vậy, Carey không mang về bất cứ giải thưởng nào, khiến bà phát biểu "Bạn còn có thể làm được gì? Tôi sẽ không bao giờ bị thất vọng lần nữa. Sau khi ngồi xem cả chương trình và không thắng lấy một lần, tôi có thể chịu đựng tất cả." Vào năm 1995, dựa theo lượng doanh số lớn của Daydream tại Nhật Bản, Billboard vinh danh Carey là "Nghệ sĩ hải ngoại của năm" tại Nhật Bản.

### 1997–2000: Hình ảnh mới,ButterflyvàRainbow
Sau thành công của Daydream, Carey bắt đầu tập trung vào đời sống cá nhân, khía cạnh thường xuyên gặp trục trặc của bà vào thời điểm trên. Mối quan hệ giữa Carey và Mottola dần đổ vỡ, dựa trên những bất đồng sáng tạo trong khi thực hiện album, cũng như bản tính khống chế của Mottola. Vào ngày 30 tháng 5 năm 1997, cả hai thông báo ly thân và chính thức ly hôn trong thời gian Mottola tái hôn lần thứ 3 vào ngày 11 tháng 10 năm 1997. Carey bắt đầu giành thế chủ động và kiểm soát âm nhạc trong album kế tiếp, trong khi hòa quyện nhiều thể loại vào tác phẩm của mình hơn. Trong Butterfly, bà hợp tác cùng nhiều nhà sản xuất và tác giả như Sean Combs, Kamaal Fareed, Missy Elliott, Jean Claude Oliver và Samuel Barnes từ Trackmasters. Cũng từ việc ly hôn cùng Mottola, Carey gọi album này là cách mà bà tận hưởng niềm tự do và một chương mới trong cuộc sống. Bên cạnh nội dung khác biệt, giới phê bình còn chú ý đến chất giọng mang tiếng thở (breathy vocals) của Carey trong album này. Phong cách ca hát mới này của bà gặp phải nhiều đánh giá trái chiều; một vài nhà phê bình xem đây là dấu hiệu của sự trưởng thành, trong khi nhiều người khác lại cho đây là sự suy yếu trong giọng hát của bà. Đĩa đơn đầu tiên trích từ album, "Honey" cùng video âm nhạc giới thiệu hình ảnh gợi cảm của Carey và thông báo sự tự do của bà trước Mottola. Carey tin rằng hình tượng của bà "không quá khác biệt trước những gì tôi đã thực hiện trong quá khứ [...] Đây không phải do tôi nổi điên và nghĩ mình muốn biến thành một rapper. Bản thân tôi cho rằng đây là đĩa nhạc mà tôi muốn làm bất cứ điều gì cũng được." Các đánh giá đến Butterfly đa phần là tích cực: Rolling Stone viết rằng "Không phải vì Carey hoàn toàn bỏ qua phong cách ngọt ngào đậm chất Houston trước đây [...] nhưng phong thái chủ đạo của 'Butterfly' là sự mơ màng gợi tình một cách điềm tĩnh." Stephen Thomas Erlewine từ AllMusic mô tả chất giọng của Carey "gợi cảm và đè nén hơn bao giờ hết" và gọi Butterfly là một trong những "đĩa thu âm xuất sắc nhất và cho thấy Carey vẫn tiếp tục cải thiện và định hình nên âm nhạc của chính mình." Album này giành được thành công về thương mại, dù không thể đạt đến ngưỡng của Mariah Carey, Music Box và Daydream. Carey nảy sinh quan hệ với cầu thủ bóng chày Derek Jeter của đội New York Yankees trong thời gian thực hiện một video âm nhạc vào tháng 9 năm 1997, trước khi tan vỡ vào năm 1998 do sức ép của giới truyền thông.

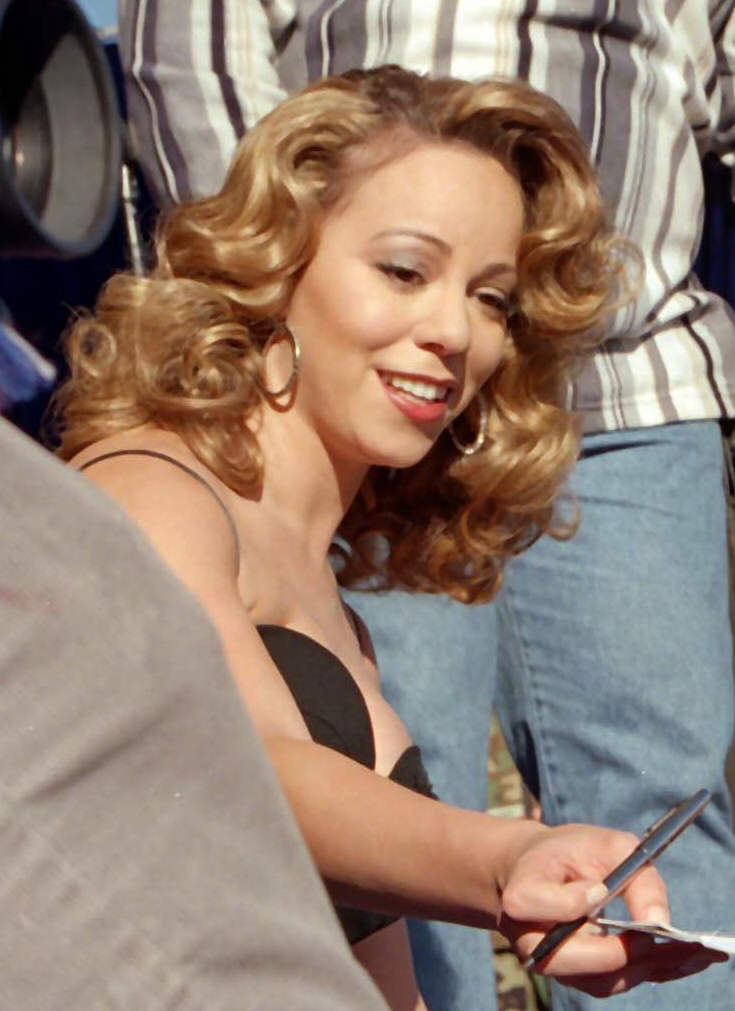
Carey tại Căn cứ quân sự Edwards khi đang thực hiện video âm nhạc cho bài hát "I Still Believe" vào tháng 12 năm 1998.

Carey bắt đầu triển khai nhiều dự án vào cuối thập niên 1990. Vào ngày 14 tháng 4 năm 1998, Carey tham dự đêm nhạc từ thiện VH1 Divas cùng Aretha Franklin, Celine Dion, Shania Twain, Gloria Estefan và Carole King. Carey còn triển khai dự án phim All That Glitters, sau này được đổi tên thành Glitter và sáng tác nhiều bài hát cho các dự án khác, bao gồm Men in Black (1997) và How the Grinch Stole Christmas (2000). Sau khi Glitter gặp bế tắc, Carey hoãn lại dự án này và sáng tác cho album mới. Giám đốc hãng Sony Music muốn bà chuẩn bị cho một album tổng hợp trong dịp lễ hội sắp tới, bao gồm những đĩa đơn quán quân của bà tại Hoa Kỳ và phiên bản châu Âu của những bài hát dẫn đầu bảng xếp hạng quốc tế, mà không chứa bất kỳ nội dung mới nào. Album mang tên #1's (1998), bao gồm bản song ca "When You Believe" cùng Whitney Houston trong nhạc phim Hoàng tử Ai Cập (1998). #1's trở thành một hiện tượng tại Nhật Bản, khi đạt doanh số 1 triệu bản ngay trong tuần đầu lên kệ, giúp Carey trở thành nghệ sĩ quốc tế duy nhất mang về thành công này. Album vượt ngưỡng 3.25 triệu đĩa chỉ trong vòng 3 tháng đầu phát hành và giữ kỷ lục là album bán chạy nhất mọi thời đại bởi một nghệ sĩ ngoài châu Á tại quốc gia này.
Mùa xuân 1999, Carey bắt đầu thực hiện album cuối cùng trong hợp đồng với hãng Sony. Vì áp lực và mối quan hệ lúng túng nảy sinh cùng Sony, bà hoàn thiện album này chỉ trong thời gian 3 tháng, nhanh hơn bất kỳ album nào của bà. Mang tựa đề Rainbow (1999), album có sự xuất hiện của nhiều nhà sản xuất và tác giả mới, như Jay-Z và DJ Clue?. Carey còn sáng tác hai bản ballad cùng David Foster và Diane Warren, người mà bà sử dụng để thay thế Afanasieff. Rainbow ra mắt vào ngày 2 tháng 11 năm 1999, mang về doanh số tuần đầu cao nhất trong sự nghiệp của bà vào thời điểm đó và mở màn tại vị trí thứ 2 trên Billboard 200. Trong khi đó, Carey lại gặp nhiều rắc rối cùng hãng Columbia, khi họ dừng việc quảng bá sau hai đĩa đơn đầu tiên của album. Họ cảm thấy Rainbow không có đĩa đơn nào đủ lực để phát hành, trong khi Carey mong muốn ra mắt một bản ballad. Vụ việc dẫn đến tranh cãi công khai, khi Carey bắt đầu đăng tải thông tin trên trang mạng của mình, tiết lộ thông tin đang còn tranh chấp, cũng như chỉ dẫn họ yêu cầu bài hát "Can't Take That Away (Mariah's Theme)" trên các trạm phát thanh. Bài hát sau cùng được phát hành giới hạn mà hầu như không có hoạt động quảng bá nào. Các đánh giá đến Rainbow đa phần là tích cực, với lời khẳng định từ Sunday Herald cho rằng album là "sự chập chững ấn tượng giữa các bản tình ca đậm chất soul và sự cộng tác với những nhân vật nặng ký trong thể loại R&B/hip-hop như Snoop Dogg và Usher [...] Đây là một tuyển tập tao nhã của thể loại pop-soul." Rainbow từng là album có doanh số thấp nhất trong sự nghiệp của Carey.

### 2001–04:Glitter, Charmbraceletvà khó khăn cá nhân
Sau khi nhận giải thưởng "Nghệ sĩ của thập niên" do tạp chí Billboard trao tặng và giải thưởng Âm nhạc Thế giới cho "Nữ nghệ sĩ bán chạy nhất thiên niên kỷ", Carey rời khỏi hãng Columbia và ký một hợp đồng thu âm 5 album trị giá 100 triệu đô-la Mỹ cùng hãng Virgin Records (EMI Records). Vào tháng 4 năm 2001, Carey được trao toàn quyền kiểm soát khái niệm và sáng tạo với dự án này. Bà muốn thực hiện một album hòa trộn với phong cách disco những năm 1980 và những thể loại tương tự, nhằm ăn khớp với bối cảnh của bộ phim. Carey thường đề cập rằng Columbia từng coi bà như một thứ hàng hóa, cùng sự chia tay với Mottola đã làm trầm trọng thêm mối quan hệ của bà với ban lãnh đạo trong hãng. Chỉ vài tháng sau, vào tháng 7 năm 2001, thông tin được công bố rộng rãi rằng Carey đang nhiều suy sụp nặng nề về thể chất lẫn tinh thần. Bà đăng tải thông điệp trên trang điện tử của mình, giải thích lý do vì làm việc quá sức và mối quan hệ với ca sĩ Luis Miguel đã kết thúc. Trong một buổi phỏng vấn vào năm kế tiếp, bà nói rằng "Những người xung quanh không thật sự hiểu tôi và tôi chẳng có người nào để giúp đỡ chuyện cá nhân. Tôi đã phải thực hiện những buổi phỏng vấn dài cả ngày, chỉ có 2 giờ mỗi đêm để ngủ." Do áp lực từ giới truyền thông, lịch trình công việc dày đặc và việc chia tay cùng Miguel, Carey bắt đầu đăng tải một loạt những thông điệp nhiễu loạn trên trang mạng của bà và cho thấy nhiều hành vi bất thường trong nhiều chương trình quảng bá trực tiếp; như lần xuất hiện bất ngờ trong giờ nghỉ quảng cáo của chương trình Total Request Live (TRL) của MTV, nơi bà mặc một chiếc áo thun lớn và bắt đầu múa thoát y, gây nên nhiều sự chú ý từ dư luận.

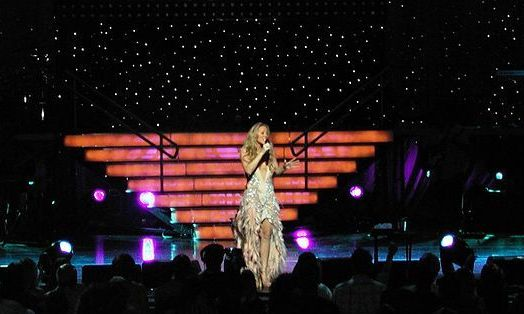
Carey đang trình bày "Hero" trong Charmbracelet World Tour vào tháng 9 năm 2003.

Vào ngày 26 tháng 7, bà đột ngột nhập viện với lý do "vô cùng kiệt sức" và "suy sụp về thể chất lẫn tinh thần". Carey được chuyển vào một bệnh viện không được tiết lộ tại Connecticut và nhập viện trong vòng 2 tuần. Hãng Virgin Records và 20th Century Fox sau đó cũng dời lại lịch phát hành của Glitter lẫn album nhạc phim cùng tên. Cả hai sản phẩm đều vấp phải những lời chỉ trích từ giới phê bình và gặp thất bại về thương mại, khi Glitter trở thành album có doanh số thấp nhất của Carey vào thời điểm trên. Khi đề cập đến phản ứng thương mại yếu kém từ dự án này, Carey đổ lỗi cho tinh thần của bà vào thời điểm phát hành, sự trì hoãn và album nhạc phim ra mắt vào đúng sự kiện 11 tháng 9. Theo sau những tai tiếng về đời tư của Carey vào thời điểm trên, cùng thất bại về dự án điện ảnh, hãng Virgin Records (EMI Records) chính thức chấm dứt hợp đồng 100 triệu đô-la Mỹ cùng bà, cùng với số tiền đền bù 50 triệu đô-la Mỹ. Không lâu sau, Carey bay đến Capri, Ý trong 5 tháng nhằm sáng tác cho album mới và đúc kết những trải nghiệm cá nhân trong năm vừa qua. Carey sau đó phát biểu về quãng thời gian của bà tại Virgin "hoàn toàn căng thẳng [...] Tôi quyết định vội vàng chỉ vì tiền và tôi chưa bao giờ quyết định điều gì dựa trên tiền bạc. Tôi đã rút ra được một bài học lớn từ điều ấy". Cuối năm đó, bà ký một hợp đồng trị giá 24 triệu đô-la Mỹ cùng hãng Island Records và mở hãng đĩa riêng mang tên MonarC. Việc bố của bà qua đời vào mùa hè năm đó vì bệnh ung thư đã tạo thêm gánh nặng tinh thần cho Carey.
Vào năm 2002, Carey được tuyển vai trong bộ phim độc lập WiseGirls, cùng với Mira Sorvino và Melora Walters trong vai những nữ bồi bàn tại một nhà hàng. Phim ra mắt lần đầu tại Liên hoan phim Sundance trong những phản hồi tiêu cực, dù vai diễn của Carey nhận được nhiều kết quả khả quan hơn; Roger Friedman từ Fox News gọi bà là "Thelma Ritter trong thiên niên kỷ mới" và viết rằng "Lời thoại của bà sắc bén và mang đến tiếng cười đúng nghĩa". Cuối năm đó, Carey nhận những lời khen ngợi khi trình bày quốc ca Hoa Kỳ tại giải đấu Super Bowl XXXVI, diễn ra ở Louisiana Superdome, New Orleans, Louisiana. Đến cuối năm 2002, Carey phát hành album phòng thu Charmbracelet, đánh dấu "một chương mới trong cuộc đời" của bà.
Doanh số khiêm tốn của Charmbracelet và chất lượng giọng ca của Carey gặp phải nhiều tranh cãi. Joan Anderson từ The Boston Globe gọi đây là "album tồi nhất trong sự nghiệp của bà và bộc lộ một giọng hát không còn mềm mại và điêu luyện". Vào tháng 4 năm 2003, Carey thông báo về chuyến lưu diễn vào cuối năm mang tên Charmbracelet World Tour: An Intimate Evening with Mariah Carey, xuyên khắp Bắc Mỹ và khu vực Đông Á trong 3 tháng tại các sân khấu nhỏ. Riêng tại Hoa Kỳ, các buổi hòa nhạc diễn ra tại rạp hát nhằm mang ảnh hưởng từ Broadway và "mang tính thân mật hơn". Carey trình diễn tại nhiều sân vận động tại châu Á và châu Âu, với 35.000 khán giả tại Manila, 50.000 khán giả tại Malaysia và hơn 70.000 khán giả tại Trung Quốc. Charmbracelet World Tour: An Intimate Evening with Mariah Carey nhận được các đánh giá tích cực từ các nhà phê bình lẫn khán giả, với nhiều lời ngợi khen chất lượng giọng hát trực tiếp của Carey cùng phần sản xuất của chương trình.

### 2005–07: Sự trở lại ngoạn mục vớiThe Emancipation of Mimi

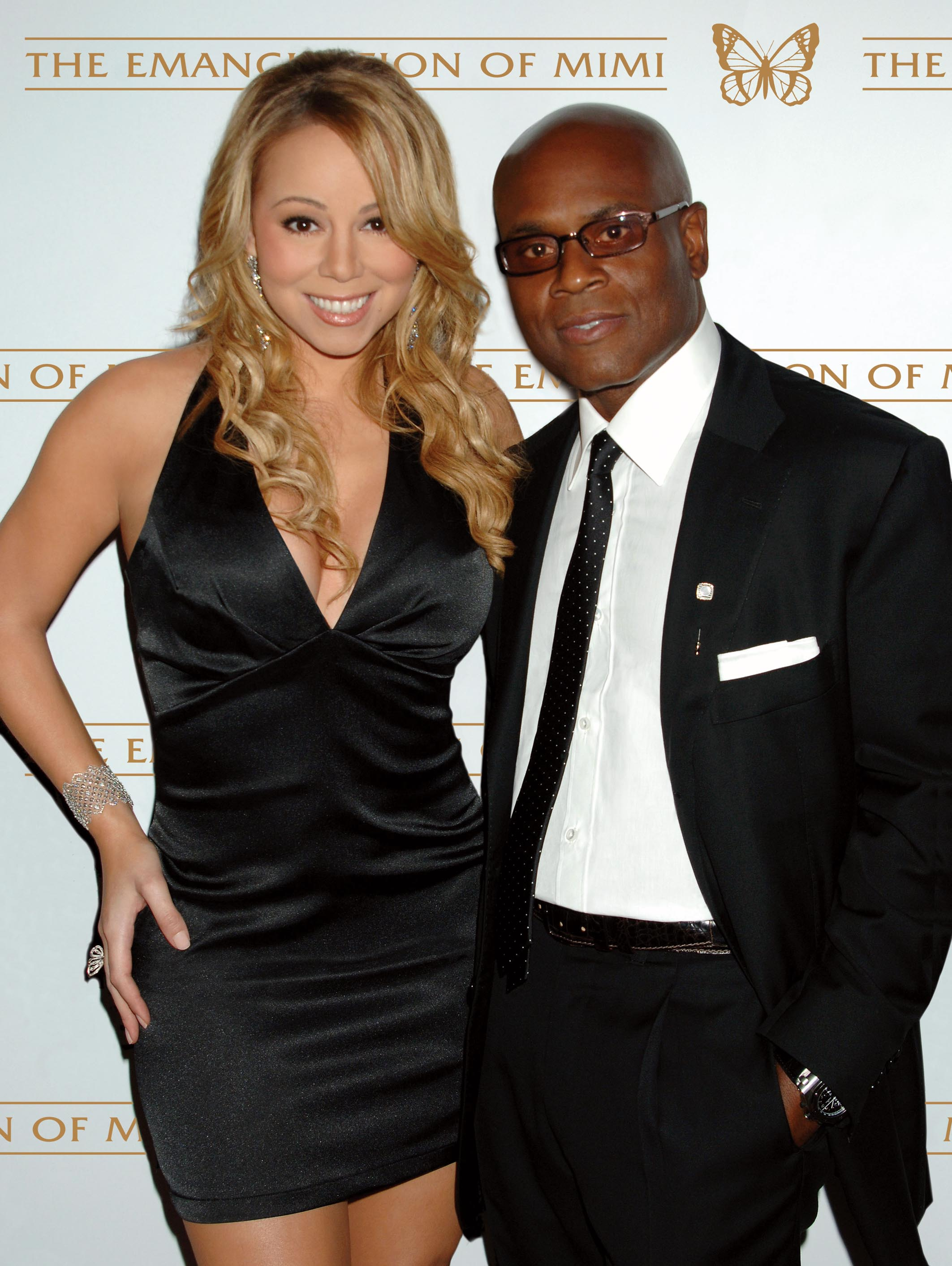
Carey cùng cựu chủ tịch hãng Island Records, L.A. Reid tại bữa tiệc phát hành The Emancipation of Mimi vào năm 2005

Trong suốt năm 2004, Carey tập trung sáng tác cho album phòng thu thứ 10, The Emancipation of Mimi (2005). Bà hợp tác phần lớn cùng Jermaine Dupri, Bryan-Michael Cox, Manuel Seal, The Neptunes và Kanye West. Album mở đầu tại vị trí số 1 trên các bảng xếp hạng tại nhiều quốc gia và được các nhà phê bình đánh giá tích cực. Caroline Sullivan của The Guardian gọi album này "tuyệt vời, tập trung và thời thượng [... một trong] những giai điệu đầu tiên của Mariah Carey trong nhiều năm qua mà tôi không cần được trả tiền để nghe lại", trong khi Elysa Gardner từ USA Today viết rằng "Những bài hát ballad và nhịp trung thực sự phản ánh được sự tự tin mới mẻ ở giọng ca vàng, người đã nắm bắt cơ hội và tiếp tục vút bay." Đĩa đơn thứ hai, "We Belong Together" trở thành bài hát "xác định lại sự nghiệp" của Carey vào thời điểm mà giới phê bình nhìn nhận sự nghiệp của bà đã chấm dứt và cảm thấy bài hát này có thể hồi sinh lại "niềm tin" vào triển vọng ở dòng nhạc ballad của Carey. "We Belong Together" phá vỡ nhiều kỷ lục tại Hoa Kỳ, là nhà quán quân thứ 16 của bà trên Billboard Hot 100 và trở thành bài hát quán quân có thời gian trụ hạng dài thứ hai trong lịch sử xếp hạng Hoa Kỳ, chỉ đứng sau "One Sweet Day" của chính bà cùng Boyz II Men vào năm 1996. Billboard gọi đây là "bài hát của thập niên" và là bài hát phổ biến thứ 9 mọi thời đại. Theo Nielsen BDS, bài hát phá vỡ kỷ lục khán giả phát thanh lớn nhất trong 1 ngày và 1 tuần tại Hoa Kỳ.
Trong tuần lễ ngày 25 tháng 9 năm 2005, Carey trở thành nữ nghệ sĩ đầu tiên chiếm lĩnh hai vị trí cao nhất tại Hot 100, với "We Belong Together" nằm ở vị trí quán quân và "Shake It Off" tại ngôi Á quân. Trên bảng xếp hạng Billboard Hot 100 Year-end 2005, "We Belong Together" là bài hát đầu tiên trong sự nghiệp của Carey giành vị trí dẫn đầu. Album mang về 10 đề cử giải Grammy trong năm 2006–07: 8 đề cử vào năm 2006 cho phiên bản phát hành gốc (lần đề cử nhiều nhất của Carey trong 1 năm) và hai đề cử nữa vào năm 2007 cho phiên bản Ultra Platinum Edition. Vào năm 2006, Carey thắng giải "Album R&B đương đại xuất sắc nhất" cho The Emancipation of Mimi, cùng "Trình diễn giọng R&B nữ xuất sắc nhất" và "Bài hát R&B xuất sắc nhất" cho "We Belong Together". The Emancipation of Mimi là album bán chạy nhất tại Hoa Kỳ vào năm 2005, với gần 5 triệu bản tiêu thụ. Đây là album đầu tiên của một nữ nghệ sĩ đơn ca đạt được thành công này kể từ Jagged Little Pill của Alanis Morissette vào năm 1996. Cuối năm 2005, IFPI báo cáo The Emancipation of Mimi đã vượt ngưỡng 7.7 triệu đĩa tiêu thụ trên toàn cầu và là album bán chạy thứ hai trong năm, đứng sau X&Y của Coldplay. Đến nay, album đã chạm mốc 12 triệu bản trên toàn cầu. Để quảng bá album, Carey thực hiện chuyến lưu diễn đầu tiên trong 3 năm, mang tên The Adventures of Mimi: The Voice, The Hits, The Tour. Chuyến lưu diễn dừng chân tại 40 địa điểm, tại khu vực Bắc Mỹ, châu Phi và Nhật Bản.

### 2008–09:E=MC²vàMemoirs of an Imperfect Angel

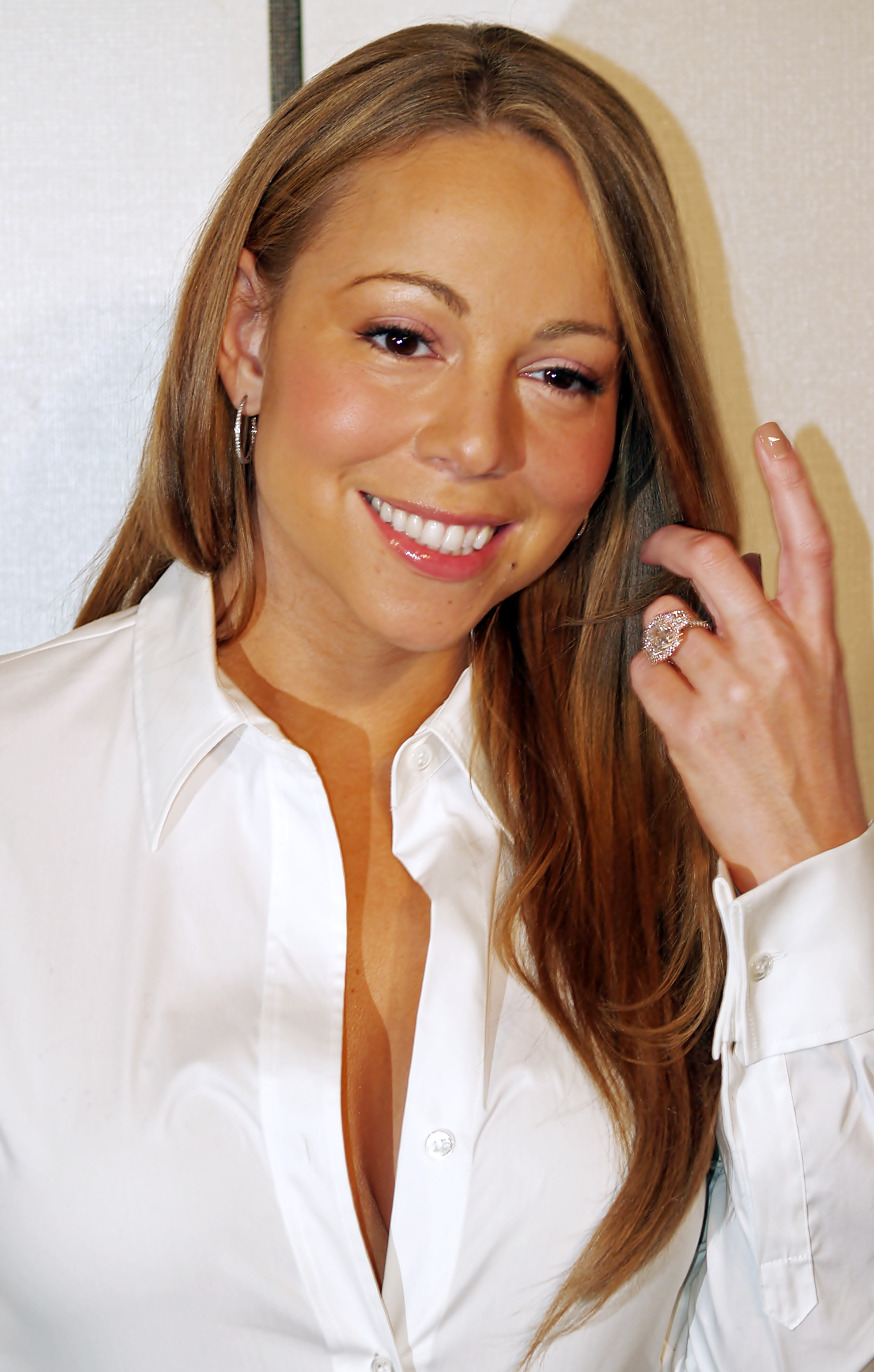
Carey tại Liên hoan phim Tribeca, 2008

Mùa xuân 2007, Carey bắt đầu thực hiện album phòng thu thứ 11, E=MC² tại một biệt thự riêng ở Anguilla. Dù E=MC² mang về các đánh giá tích cực, vẫn có một vài ý kiến chỉ trích album quá giống The Emancipation of Mimi. Hai tuần trước khi phát hành, "Touch My Body", đĩa đơn đầu tiên của album, trở thành nhà quán quân thứ 18 của Carey tại Billboard Hot 100, giúp bà phá vỡ kỷ lục của Elvis Presley cho nghệ sĩ đơn ca có nhiều đĩa đơn dẫn đầu nhất lịch sử xếp hạng tại Hoa Kỳ. Ngoài ra, Carey có tổng cộng 79 tuần đứng đầu Hot 100, lần nữa san bằng với Presley cho nghệ sĩ có nhiều tuần giữ vị trí cao nhất trong lịch sử xếp hạng Billboard. E=MC² mở đầu tại vị trí quán quân Billboard 200 với 463.000 bản, doanh số ra mắt lớn nhất trong sự nghiệp của bà. Vào năm 2008, Carey còn vào vai ca sĩ Krystal trong Tennessee và góp mặt trong bộ phim You Don't Mess with the Zohan của Adam Sandler. Carey gặp gỡ diễn viên Nick Cannon trong lúc ghi hình video âm nhạc "Bye Bye" trên một hòn đảo gần bờ biển Antigua. Vào ngày 30 tháng 4 năm 2008, Carey kết hôn cùng Cannon tại Bahamas. Dù Carey dự định thực hiện một chuyến lưu diễn quảng bá cho E=MC², bà đột ngột hủy chương trình vào đầu tháng 12 năm 2008. Carey sau đó khẳng định lúc đó mình đang mang thai và sau đó bị sảy thai, buộc bà phải dừng chương trình.
Vào ngày 20 tháng 1 năm 2009, Carey trình bày "Hero" tại Buổi dạ vũ nhậm chức của Tổng thống Hoa Kỳ Barack Obama. Vào ngày 7 tháng 7 năm 2009, Carey cùng Trey Lorenz trình bày "I'll Be There" trong chương trình tưởng nhớ cố nhạc sĩ Michael Jackson. Vào năm 2009, bà xuất hiện trong Precious, chuyển thể điện ảnh từ tiểu thuyết Push (1996) của Sapphire. Bộ phim cùng diễn xuất của Carey được các nhà phê bình đánh giá tích cực, giúp bà nhận "Giải thưởng diễn xuất đột phá" tại Liên hoan phim quốc tế Palm Springs. Vào ngày 25 tháng 9 năm 2009, album phòng thu thứ 12 của Carey, Memoirs of an Imperfect Angel được phát hành. Phản hồi đến album đa phần là trái chiều; Stephen Thomas Erlewine của AllMusic gọi đây là "album thú vị nhất của bà ấy trong một thập kỷ", trong khi Jon Caramanica từ The New York Times phàn nàn việc lạm dụng giọng ca ở quãng thấp của Carey. Về mặt thương mại, album mở đầu ở vị trí thứ 3 trên Billboard 200 và từng là album có doanh số thấp nhất của Carey. Đĩa đơn mở đầu cho album, "Obsessed" ra mắt ở vị trí thứ 11 và vươn đến vị trí thứ 7 trên Hot 100, trở thành đĩa đơn đạt top 10 thứ 27 của Carey, giúp bà đồng hạng với Elton John và Janet Jackson ở vị trí thứ 5 trong số các nghệ sĩ có nhiều đĩa đơn top 10 nhất. Đĩa đơn tiếp theo, một phiên bản trình bày lại "I Want to Know What Love Is" của Foreigner, phá vỡ kỷ lục phát thanh tại Brazil, với 27 tuần dẫn đầu Brasil Hot 100 Airplay, trở thành bài hát quán quân lâu nhất lịch sử xếp hạng. Vào ngày 31 tháng 12 năm 2009, Carey mở đầu chuyến lưu diễn Angels Advocate Tour, xuyên khắp khu vực Bắc Mỹ và kết thúc vào ngày 26 tháng 9 năm 2010. Một album phối lại của Memoirs of an Imperfect Angel; mang tựa đề Angels Advocate được dự định phát hành vào ngày 30 tháng 3 năm 2010, nhưng sau cùng lại bị hủy bỏ.

### 2010–14:Merry Christmas II YouvàMe. I Am Mariah... The Elusive Chanteuse
Sau khi hủy phát hành Angels Advocate, Carey thông báo trở lại xưởng thu để thực hiện album phòng thu thứ 13. Sau đó, thông tin được tiết lộ đây là phần tiếp nối của album Merry Christmas (1994). Trong album này, bà hợp tác cùng nhiều cộng tác viên lâu năm như Jermaine Dupri, Johntá Austin, Bryan-Michael Cox và Randy Jackson. Album mang tựa đề Merry Christmas II You ra mắt ngày 2 tháng 11 năm 2010; danh sách bài hát bao gồm 6 bài hát mới và một phiên bản phối lại của "All I Want for Christmas Is You". Merry Christmas II You ra mắt tại vị trí thứ 4 trên Billboard 200 với doanh số 56.000 bản, trở thành album đạt top 10 thứ 16 của Carey tại Hoa Kỳ. Album này mở đầu tại vị trí số 1 trên R&B/Hip-Hop Albums, trở thành album Giáng sinh thứ hai dẫn đầu tại bảng xếp hạng này.

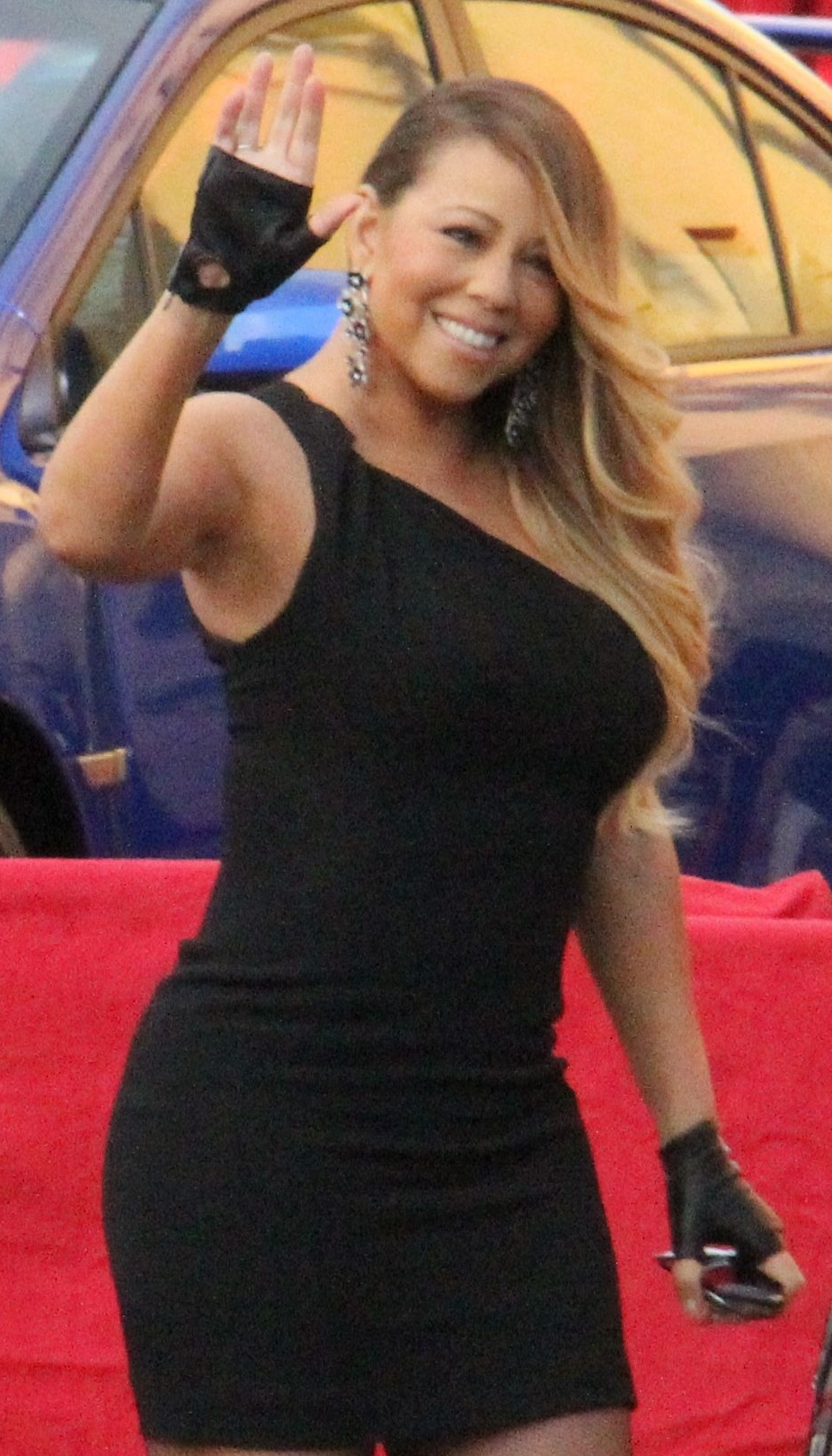
Carey đến dự Giải thưởng của Hội Diễn viên Điện ảnh lần thứ 20 vào tháng 1 năm 2014

Vào tháng 5 năm 2010, Carey rút khỏi dự án For Colored Girls, chuyển thể điện ảnh từ vở kịch For Colored Girls Who Have Considered Suicide When the Rainbow Is Enuf, với lý do sức khỏe. Vào tháng 2 năm 2011, Carey thông báo bắt đầu sáng tác cho album phòng thu thứ 14. Bà còn tham gia trong một bài hát với Tony Bennett trong album Duets II (2011), mang tựa đề "When Do The Bells Ring For Me". Sau 35 tuần mang thai, Carey hạ sinh một cặp song sinh, Monroe và Moroccan, vào ngày 30 tháng 4 năm 2011. Vào tháng 10 cùng năm, Carey thu âm lại "All I Want for Christmas Is You" cùng Justin Bieber trong album Under the Mistletoe. 1 tháng sau, bà xuất hiện trong phiên bản phối lại của đĩa đơn "Warning" do Uncle Murda trình bày, cùng với 50 Cent và Young Jeezy. Vào ngày 1 tháng 3 năm 2012, Carey trình diễn tại Gotham Hall Thành phố New York, đánh dấu lần đầu tiên bà trình diễn từ khi mang thai. Bà được mời biểu diễn ba ca khúc tại một quỹ đặc biệt cho Tổng thống Mỹ Barack Obama tại Plaza Hotel, New York. Một bài hát mới mang tên "Bring It On Home" do Carey sáng tác để ủng hộ Obama tái đắc cử tổng thống trong nhiệm kỳ thứ hai. Vào tháng 8 năm 2012, Carey ra mắt một đĩa đơn mới mang tên "Triumphant (Get 'Em)" do bà hợp tác với Rick Ross và Meek Mill. Carey thế chỗ Jennifer Lopez trong ban giám khảo Thần tượng âm nhạc Mỹ mùa thứ 12, cùng Randy Jackson, Nicki Minaj và Keith Urban. Vào tháng 11 năm 2013, bà phát biểu mình ghét phải làm việc cùng Thần tượng âm nhạc Mỹ và bình luận về tranh cãi với Minaj trong chương trình "giống như phải làm việc hàng ngày trong địa ngục với quỷ Satan vậy". Carey xuất hiện trong bộ phim The Butler (2013) của Lee Daniels, kể về một người quản gia tại Nhà trắng phục vụ qua 8 đời Tổng thống Hoa Kỳ trong 3 thập kỷ. Carey góp giọng lồng tiếng trong loạt phim hoạt hình dành cho người lớn American Dad! vào ngày 24 tháng 11 năm 2013.
Vào tháng 2 năm 2013, Carey thu âm và phát hành bài hát "Almost Home" cho bộ phim của hãng Walt Disney Studios, Oz the Great and Powerful. Bà thông báo về album phòng thu sắp tới vào tháng 3 năm 2013, trước khi phát hành đĩa đơn mở đầu "Beautiful", có sự góp mặt của ca sĩ Miguel, vào tháng 5 năm 2013, vươn đến vị trí thứ 15 trên Hot 100. Bà trình bày "Beautiful" cùng nhiều bài hát khác trong đêm chung kết Thần tượng âm nhạc Mỹ vào ngày 15 tháng 5 năm 2013. Bà phát hành thêm hai bài hát khác, "The Art of Letting Go" và "You're Mine (Eternal)", trước khi chính thức ra mắt album phòng thu Me. I Am Mariah... The Elusive Chanteuse vào ngày 27 tháng 5 năm 2014. Album ra mắt tại Hoa Kỳ ở vị trí thứ 3 với 58.000 bản, trở thành album phòng thu không thuộc ngày lễ có doanh số mở đầu thấp nhất của bà. Album xuất hiện tổng cộng 8 tuần lễ trên Billboard 200, thời gian xếp hạng ngắn ngủi nhất trong bất kỳ album phòng thu nào của Carey. Tính đến tháng 4 năm 2015, album đã tiêu thụ 122.000 bản tại Hoa Kỳ. Vào tháng 8 năm 2014, Cannon xác nhận đã ly thân với Carey vài tháng trước và đệ đơn ly dị cùng bà vào tháng 12 năm 2014.

### 2015–nay: Chương trình cố định,A Christmas Melody,Mariah's World và các dự án khác
Đầu năm 2015, Carey thông báo về chương trình cố định tại The Colosseum at Caesars Palace, Las Vegas mang tên Number Ones và chính thức rời hãng Def Jam Recordings của Universal Music Group để sáp nhập cùng hãng L.A. Reid và Sony Music thông qua Epic Records. Cùng với chương trình cố định, Carey phát hành album tổng hợp #1 to Infinity bao gồm 18 đĩa đơn quán quân Billboard Hot 100 của bà cùng đĩa đơn mới "Infinity". Carey lần đầu tham gia đạo diễn trong bộ phim Giáng sinh A Christmas Melody trên kênh Hallmark Channel, bà cũng thủ vai chính trong phim. Phim phát hành vào tháng 12 năm 2015, thu hút 3.94 triệu người xem. Cùng tháng đó, Carey thông báo chuyến lưu diễn The Sweet Sweet Fantasy Tour kéo dài 27 tuần, bắt đầu từ tháng 3 năm 2016.
Ngày 21 tháng 1 năm 2016, Carey và tỷ phú người Úc James Packer thông báo đính hôn. Ngày 15 tháng 3 năm 2016, Carey thông báo ghi hình Mariah's World, một series phim tài liệu cho đài E!, ghi lại chuyến lưu diễn Sweet Sweet Fantasy Tour và lên kế hoạch đám cưới. Chương trình lên sóng vào tháng 12 năm 2016, hai tháng sau khi bà và Packer thông báo hủy hôn. Tháng 10 năm 2016, Carey góp mặt trong loạt phim nhạc kịch Empire trong vai ca sĩ Kitty và trình bày ca khúc "Infamous" với Jussie Smollett. Ngày 5 tháng 12 năm 2016, Carey tham gia đêm nhạc từ thiện VH1 Divas: Holiday: Unsilent Night cùng Vanessa Williams, Chaka Khan, Patti Labelle và Teyana Taylor. Đêm ngày 31 tháng 12 năm 2016, màn trình diễn của Carey trên Dick Clark's New Year's Rockin' Eve ở Quảng trường Thời đại gặp trục trặc kỹ thuật ở tai nghe, khiến The New York Times phải thốt lên: "một tiết mục thảm họa."
Ngày 3 tháng 2 năm 2017, Carey phát hành đĩa đơn "I Don't" kết hợp cùng YG. Trong MV của ca khúc, Carey đốt chiếc váy cưới đắt tiền mà cô định diện trong lễ thành hôn tỷ phú James Parker song cả hai đã chia tay vào phút chót. Ngày 8 tháng 2 năm 2017, bà tham gia lồng tiếng nhân vật Thị trưởng thành phố Gotham trong bộ phim hoạt hình The Lego Batman Movie. Vào tháng 4 năm 2017, Carey  ra mắt hãng thu âm riêng của mình Butterfly MC Records, một đối tác chung với Epic Records. Vào tháng 7 năm 2017, Carey xuất hiện trong bộ phim hài Girls Trip, với sự tham gia của Nữ hoàng Latifah, Jada Pinkett Smith và Regina Hall. Cùng tháng đó, Carey bắt tay vào một chuyến lưu diễn cùng Lionel Richie  All the Hits Tour. Carey góp giọng trong bản remix chính thức cho đĩa đơn "Unforgettable" cùng với Swae Lee.
Tháng 10 năm 2017, Carey phát hành một đĩa đơn mới mang tên "The Star", đồng thời đây là bài hát chủ đề cho bộ phim cùng tên vào dịp Giáng sinh và nhận được một đề cử Quả cầu vàng cho Bài hát nhạc phim xuất sắc nhất. Carey cũng tham gia sản xuất bộ phim hoạt hình Giáng sinh có tựa đề "Mariah Carey's All I Want For Christmas Is You", cùng với một soundtrack có tên "Lil 'Snowman'". Bộ phim được phát hành vào ngày 14 tháng 11 năm 2017. Cũng trong tháng 11 năm 2017, Carey tiếp tục một chuỗi   concert mới mang tên All I Want for Christmas Is You, a Night of Joy and Festivity.
Đêm ngày 31 tháng 12 năm 2017, đúng 1 năm sau sự cố thảm họa tại Quảng trường Thời đại, Carey đã trở lại sân khấu này. Không có bất kỳ một sự cố nào xảy ra, bà có màn trình diễn hoàn mỹ với hai bản hit "Vision Of Love" và "Hero" trước sự hưởng ứng của đông đảo khán giả. Trong năm 2018, bà thực hiện tour diễn The Number Ones Tour.
Carey đồng sản xuất cùng với Brett Ratner một bộ phim truyền hình về cuộc đời cô Starz. Bộ phim sẽ tập trung vào sự nổi tiếng sớm của Carey từ khi còn là một thiếu nữ ở thành phố New York.
Năm 2018, Carey ký kết hợp đồng với Live Nation Entertainment. Điều khoản đầu tiên trong hợp đồng là tổ chức buổi hòa nhạc The Butterfly Returns vào tháng 7 năm 2018. Mười hai chương trình biểu diễn đầu tiên của buổi hòa nhạc vào năm 2018 đã thu về 3,6 triệu đô-la Mỹ. Sau khi hoàn thành The Butterfly Returns, Carey bắt đầu chuyến lưu diễn Mariah Carey: Live in Concert tại châu Á và châu Âu cùng với chuỗi concert All I Want for Christmas Is You của bà. Khi đang thực hiện chuyến lưu diễn, người đại diện của Sony Music Châu Á-Thái Bình Dương trao tặng Carey chứng chỉ đạt được 1,6 tỷ đơn vị bán hàng ở Châu Á-Thái Bình Dương. Bà cũng phát hành các cảnh quay trực tiếp về màn trình diễn "All I Want For Christmas Is You" trên YouTube.
Vào tháng 9 năm 2018, Carey công bố kế hoạch phát hành album phòng thu thứ mười lăm của mình vào cuối năm nay. Dự án này được công bố cùng với việc phát hành bài hát mới có tên "GTFO", bà đã biểu diễn trực tiếp ca khúc này lần đầu tiên vào ngày 21 tháng 9 năm 2018 tại iHeartRadio Music Festival. Đĩa đơn chính của album "With You", được phát hành vào tháng 10 và được trình diễn lần đầu tiên tại American Music Awards 2018. Đĩa đơn trở thành một bài hát xếp hạng cao trên Adult Contemporary ở Mỹ kể từ "We Belong Together", và là bài hát xếp hạng cao thứ ba trong sự nghiệp của bà trên bảng xếp hạng này, đồng thời trở thành đĩa đơn top 10 ở Hungary. Đĩa đơn thứ hai "A No No", được phát hành vào tháng 3 năm 2019 và đạt vị trí thứ 17 tại Adult R&B Songs của Mỹ. Album mang tên Caution được phát hành vào ngày 16 tháng 11 năm 2018 và nhận được nhiều lời khen ngợi. Đến tháng 12 năm 2018, album được xuất hiện trong nhiều bảng xếp hạng âm nhạc cuối năm của các nhà phê bình và ấn phẩm âm nhạc.
Vào tháng 2 năm 2019, Carey bắt đầu chuyến lưu diễn vòng quanh thế giới Caution World Tour để quảng bá album. Buổi biểu diễn diễn ra trong ba ngày của nữ ca sĩ tại Royal Albert Hall, Michael Cragg của The Guardian mô tả "những màn trình diễn vui nhộn, đáng kinh ngạc" của Carey như một "diva nhạc pop mạ vàng". Tương tự, Kate Solomon của tờ Daily Telegraph ca ngợi các buổi biểu diễn là "một chương trình giới thiệu siêu thực nhưng cực kỳ thú vị về mặt tươi sáng hơn, vui nhộn hơn của biểu tượng nhạc pop". Nữ ca sĩ cũng tham gia một loạt các dự án kinh doanh và truyền hình. Vào ngày 29 tháng 5 năm 2019, bộ phim Always Be My Maybe, lấy cảm hứng từ bài hát "Always Be My Baby" được phát hành trên Netflix. Bộ phim đã nhận được đánh giá khen ngợi từ các nhà phê bình và là một thành công thương mại. Vào ngày 25 tháng 8 năm 2019, Carey đã ký hợp đồng quảng cáo trị giá 12 triệu đô-la Mỹ với nhãn hiệu Walkers. Carey xuất hiện trong quảng cáo của Walkers được phát hành vào ngày 2 tháng 11 năm 2019; nó được các nhà phê bình khen ngợi vì sự hài hước. Ngoài ra, Carey phát hành "In the Mix", bài hát chủ đề cho phim truyền hình "Mixed-ish" vào ngày 18 tháng 9 năm 2019.
Ngày 1 tháng 11 năm 2019, Carey phát hành lại album Merry Christmas kỷ niệm 25 năm ra mắt. Album làm lại bao gồm album gốc, một đĩa CD ghi lại các buổi biểu diễn trực tiếp từ buổi hòa nhạc năm 1994 của Carey tại Nhà thờ St. John the Divine, một số bài hát từ Merry Christmas II You, cũng như các đĩa đơn khác như "Lil Snowman" và "The Star".
Ngày 5 tháng 12 năm 2019, có thông báo rằng bài hát tiếp theo "All I Want for Christmas Is You" sẽ được sản xuất và ra mắt trên Amazon Music; nó được ra mắt vào cuối tháng đó. Đứng ở vị trí số 1 trên Billboard Hot 100 lần đầu tiên trong năm, bài hát đã kết thúc năm 2019 với việc Carey đứng đầu bảng xếp hạng thứ mười chín của cô tại Hoa Kỳ, không chỉ lập kỷ lục là nghệ sĩ solo với nhiều đĩa đơn đạt vị trí số 1 Hot 100 nhất và là nghệ sĩ duy nhất trong lịch sử có bài hát đạt vị trí số một trong bốn thập kỷ liên tiếp. Tháng 1 năm 2020, Carey sẽ được giới thiệu vào Songwriters Hall of Fame trong buổi lễ cùng năm vào ngày 11 tháng 6 năm 2020 tại khách sạn Marriott Marquis ở thành phố New York. Cùng tháng đó, người ta cũng đã tiết lộ rằng nữ ca sĩ sẽ phát hành cuốn hồi ký về mình, có tựa đề I Had A Vision of Love vào ngày 17 tháng 9 năm 2020, được phân phối thông qua cả Pan Macmillan và Henry Holt and Company. Ngày 29 tháng 3 năm 2020, Carey tham gia biểu diễn tại iHeart Living Room Concert for America do Elton John tổ chức, nơi bà biểu diễn bản hit Always Be My Baby. Sự kiện này đã gây quỹ được hơn 8 triệu đô la trong cuộc chiến chống lại dịch COVID-19.

## Phong cách nghệ thuật

### Ảnh hưởng
Carey từng chia sẻ cảm hứng âm nhạc của bà đến từ Billie Holiday, Sarah Vaughan, hay những nghệ sĩ Soul/R&B như Gladys Knight và Aretha Franklin. Âm nhạc của bà còn có ảnh hưởng mạnh mẽ từ nhạc Phúc âm và bà kể tên The Clark Sisters, Shirley Caesar và Edwin Hawkins như là nguồn cảm hứng từ lúc còn bé. Khi Carey bắt đầu đưa hip-hop vào âm nhạc của mình, có suy đoán cho rằng bà tận dụng sự phổ biến của thể loại này, nhưng bà đã kể với tờ báo Newsweek, "Mọi người hoàn toàn không hiểu rằng tôi đã lớn lên với loại nhạc này". Bà bày tỏ sự tôn kính đến những rapper như The Sugarhill Gang, Eric B. & Rakim, Wu-Tang Clan, Notorious B.I.G. và Mobb Deep và với những người đã cộng tác cùng bà trong ca khúc "The Roof (Back in Time)" (1998). Carey còn mang những ảnh hưởng to lớn từ Minnie Riperton và bắt đầu thử nghiệm quãng sáo trong thời gian tập luyện quãng giọng.
Trong sự nghiệp của Carey, giọng hát, phong cách âm nhạc và mức độ thành công của bà thường xuyên bị so sánh với Whitney Houston, người cũng được bà xem là nguồn cảm hứng, và Celine Dion. Trong cuốn sách She Bop II: The Definitive History of Women in Rock, Pop and Soul (2002), tác giả Lucy O'Brien đã so sánh "phong cách showgirl cổ điển" của Barbra Streisand với Carey và Dion và mô tả họ với Whitney Houston là "được tô vẽ và phóng đại đến sự hoàn hảo". Sự biến chuyển về âm nhạc của Carey sử dụng nhiều trang phục táo bạo hơn từ cuối thập niên 1990, góp phần làm xa rời hình ảnh cũ. Một vài nhận định cho thấy, khác với Whitney Houston và Celine Dion, Carey tự viết và sản xuất hầu hết các bài hát cho mình.

### Phong cách âm nhạc

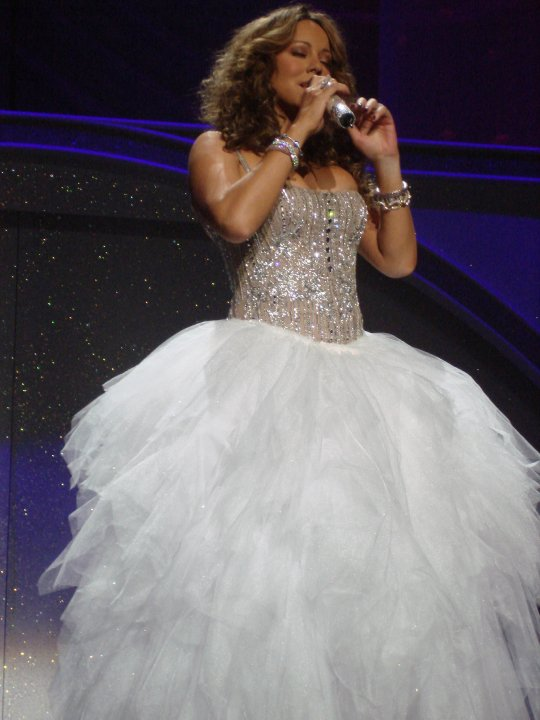
Carey đang trình diễn tại Las Vegas, 2010.

Tình yêu là đề tài chính trong lời ca của Carey, mặc dù bà cũng sáng tác về các chủ đề như phân biệt chủng tộc, cái chết, sự tha hóa xã hội và sự duy linh. Bà chia sẻ các tác phẩm của mình đều mang tính tự truyện; tạp chí Time có viết vào thời điểm mở đầu sự nghiệp của Carey: "Giá như âm nhạc của Mariah Carey có những sóng gió như ở đời thực của bà. Các bài hát ấy thường đường mật và mang chất soul ngọt ngào giả tạo. Đời sống của bà ấy lại mang niềm đam mê và xung đột nhiều hơn". Tác giả sau đó gọi khả năng sáng tác của bà được cải thiện và mang tính trưởng thành nhiều hơn qua thời gian. Jim Faber từ New York Daily News đánh giá rằng "Đối với Carey, xướng âm là phần trình diễn, không phải ở những cảm xúc tác động mà nên. Ca hát, đối với bà ấy, đại diện cho một thử thách về thể chất, thay vì bộc lộ cảm xúc." Trong khi nhận xét Music Box, Stephen Holden từ Rolling Stone cho rằng Carey hát với "niềm đam mê bền vững", trong khi Arion Berger của Entertainment Weekly nhận thấy trong một vài thời điểm, Carey trở nên "quá choáng ngợp khi chuyển niềm say mê thành lời."
Các nhạc phẩm của Mariah Carey có sử dụng nhiều âm thanh của các nhạc cụ điện tử như trống điện tử, keyboard và máy hòa âm. Nhiều bài hát còn có tiếng đàn piano khi bà được học đàn từ hồi 6 tuổi. Carey khẳng định mình không biết đọc tờ nhạc bướm và thích được cộng tác với các nghệ sĩ piano khi sáng tác nhạc, trong khi nhận thấy việc sáng tác các giai điệu nhanh và ít "truyền thống" cùng các chuỗi hợp âm có vẻ dễ dàng hơn, cho rằng: "Giọng hát chính là nhạc cụ của tôi, nó vẫn luôn thế". Carey bắt đầu tham gia phối lại những sáng tác vào thuở đầu sự nghiệp và luyện tập thu âm hoàn toàn bằng chất giọng mới trong những phối lại. DJ David Morales nhiều lần hợp tác cùng Carey, bắt đầu với "Dreamlover" (1993), đưa phong cách house vào các bài hát R&B truyền thống, được tạp chí Slant vinh danh là một trong những bài hát dance vĩ đại nhất. Kể từ "Fantasy", Carey sáp nhập các nhà sản xuất hip-hop và house để giúp đỡ sáng tác album. Entertainment Weekly xếp hai bản phối lại của "Fantasy" vào danh sách thu âm xuất sắc nhất của Carey vào năm 2005. "Fantasy" cũng được xem là nhân tố hình thành nên trào lưu hợp tác R&B/hip-hop tiếp diễn đến thập niên 2000, ở các nghệ sĩ như Ashanti và Beyoncé.

### Giọng hát
- Loại giọng: Soprano
- Quãng giọng: F2 ~ A5 ~ F#6 ~ F#8 (6 quãng tám 1 bán âm)
- Quãng hỗ trợ thời prime: F#3 ~ E5 ~  G5 (bao gồm giọng óc)
- Nốt belt cộng hưởng cao nhất :G5
- Số nốt nhiều nhất chạy trong 1 giây: 13~16 nốt/s

Carey sở hữu chất giọng trải dài 5 quãng tám và có khả năng vượt ngưỡng 7 quãng tám. Bà chia sẻ "Tôi có hạch ở dây thanh quản. Mẹ tôi bảo như thế từ khi tôi còn nhỏ. Đó là lý do vì sao tôi có quãng giọng cao nhưng vẫn mang giọng khàn [...] Tôi học được cách hát thông qua dây thanh quản của mình." Dù Carey khẳng định mình mang chất giọng alto, nhiều nhà phê bình lại cho rằng bà mang giọng hát soprano. Jon Pareles từ The New York Times mô tả quãng giọng alto thấp "màu mỡ, trầm khàn" đã mở rộng thêm "quãng sáo cao vút" của Carey. Cuối những năm 1990, Carey bắt đầu sử dụng chất giọng thở trong những sáng tác của mình; Trong khi Tim Levell từ BBC News mỏ tả chất giọng của bà "gợi cảm", USA Today lại cho rằng "Không thể nào chối bỏ những ảnh hưởng từ phong cách ca hát của bà [...] ở những ngôi sao nhạc pop và R&B trẻ tuổi ngày nay."
Sasha Frere-Jones từ The New Yorker cho rằng chất giọng timbre của bà thể hiện nhiều sắc thái khác nhau, "âm thanh của Carey thay đổi ở gần như mọi câu hát, biến đổi từ giọng điệu đanh thép sang tiếng gầm rền vang, rồi tiếng thủ thỉ nhẹ nhàng." Bà còn có khả năng thực hiện quãng sáo, khi "chỉ trong một chốc, bà dường như vừa gầm và thét cùng một lúc." Được Sách Kỷ lục Guinness tôn vinh là "chim sơn ca tuyệt đỉnh", bà dẫn đầu danh sách "22 giọng ca vĩ đại nhất trong âm nhạc" của MTV và Blender. Nói về kết quả của cuộc bình chọn này, Carey cho biết: "Điều thực sự có ý nghĩa là tôi đã được góp mặt cùng MTV. Tất nhiên, danh hiệu này là một lời khen ngợi tuyệt vời dành cho tôi, nhưng tôi thực sự không cảm thấy như vậy về bản thân mình". Bà còn xếp thứ nhì trong danh sách "100 giọng ca pop nổi bật" của tạp chí Cove.

## Từ thiện và hoạt động khác
Carey tham gia nhiều hoạt động từ các tổ chức từ thiện. Bà liên kết cùng Fresh Air Fund vào đầu những năm 1990 và là người đồng sáng lập nên trại dành cho trẻ em yêu thích nghệ thuật tại Fishkill, New York. Mang tên "Trại Mariah", chương trình ghi nhận những ủng hộ và đóng góp của bà cho quỹ Fresh Air, giúp bà nhận giải thưởng Congressional Horizon. Bà quyên góp lợi nhuận của bài hát "Hero" và "One Sweet Day" cho tổ chức từ thiện. Carey cũng được cả nước biết đến trong việc hợp tác với quỹ tài trợ Make-A-Wish để đem đến những ước mơ tới trẻ bị bệnh hiểm nghèo và giành giải Foundation's Wish Idol vào tháng 11 năm 2006. Carey còn xung phong tham gia vào liên đoàn điền kinh của Cảnh sát thành phố New York và đóng góp tại New York Presbyterian Hospital. Phần trăm doanh thu của MTV Unplugged đã được trích ra để đóng góp cho nhiều quỹ từ thiện khác. Vào năm 2008, Carey được vinh danh là Đại sứ đói nghèo bởi World Hunger Relief Movement. Vào tháng 2 năm 2010, bài hát "100%" được sử dụng làm bài hát chủ đề cho Thế vận hội Mùa đông 2010, với toàn bộ doanh thu được quyên góp cho Team USA.
Một trong những buổi hòa nhạc gây quỹ đáng chú ý của Mariah Carey là sự xuất hiện trong Divas Live của VH1 (1998), nơi bà biểu diễn cùng với một số diva nổi tiếng khác để ủng hộ quỹ tài trợ Âm nhạc. Bà cũng xuất hiện trong America: A Tribute to Heroes sau những hậu quả to lớn của Sự kiện 11 tháng 9, đến tháng 12 năm đó bà bay tới Kosovo để biểu diễn trước lực lượng gìn giữ hòa bình tại khu vực này. Bà còn nhận vai trò người dẫn chương trình trong chương trình truyền hình đặc biệt của đài CBS At Home for the Holidays, kể về cuộc sống thực của những đứa trẻ mồ côi và gia đình nhận nuôi chúng. Năm 2005, bà biểu diễn trong chương trình Live 8 tại Luân Đôn và trong chương trình truyền hình Shelter From The Storm nhằm cứu trợ cho những nạn nhân của cơn bão Katrina. Tháng 8 năm 2008, Carey cùng các nghệ sĩ khác bao gồm Beyoncé, Rihanna và Mary J. Blige đã cùng nhau thu âm ca khúc "Just Stand Up!" để giúp chống lại căn bệnh ung thư cho chương trình từ thiện "Stand Up to Cancer". Vào tháng 3 năm 2011, nhà đại diện Cindi Berger của Carey khẳng định lợi nhuận của bài hát "Save The Day" sẽ được quyên góp cho các quỹ từ thiện gây nên nhận thức về nhân quyền.
Từ chối xuất hiện trong các quảng cáo tại Hoa Kỳ khi khởi đầu sự nghiệp, Carey chủ động tham gia quảng bá nhãn hiệu máy tính cá nhân Intel Centrino, dòng trang sức và phụ kiện cho thiếu niên, Glamorized tại các cửa hiệu Claire's và Icing Hoa Kỳ vào năm 2006. Trong thời gian này, Carey hợp tác cùng Pepsi và Motorola thu âm và quảng bá một loạt nhạc chuông độc quyền, bao gồm "Time of Your Life". Bà ký một hợp đồng cùng hãng mỹ phẩm Elizabeth Arden và phát hành dòng nước hoa "M" vào năm 2007. Hợp đồng cùng The Elizabeth Arden mang về cho bà 150 triệu đô-la Mỹ. Vào năm 2007, Forbes xếp bà là người phụ nữ giàu có thứ 5 trong ngành công nghiệp, với tài sản ước tính trị giá 270 triệu đô-la Mỹ. Vào tháng 11 năm 2011, tài sản của bà được ghi nhận vượt ngưỡng 500 triệu đô-la Mỹ. Vào ngày 29 tháng 11 năm 2010, bà ra mắt bộ sưu tập nữ trang, quần áo và trang sức trên HSN. Vào tháng 11 năm 2011, Carey trở thành đại sứ toàn cầu mới của Jenny Craig, khi giảm 70 pound (32 kg) với hệ thống này sau khi hạ sinh một cặp song sinh vào tháng 4.

## Di sản

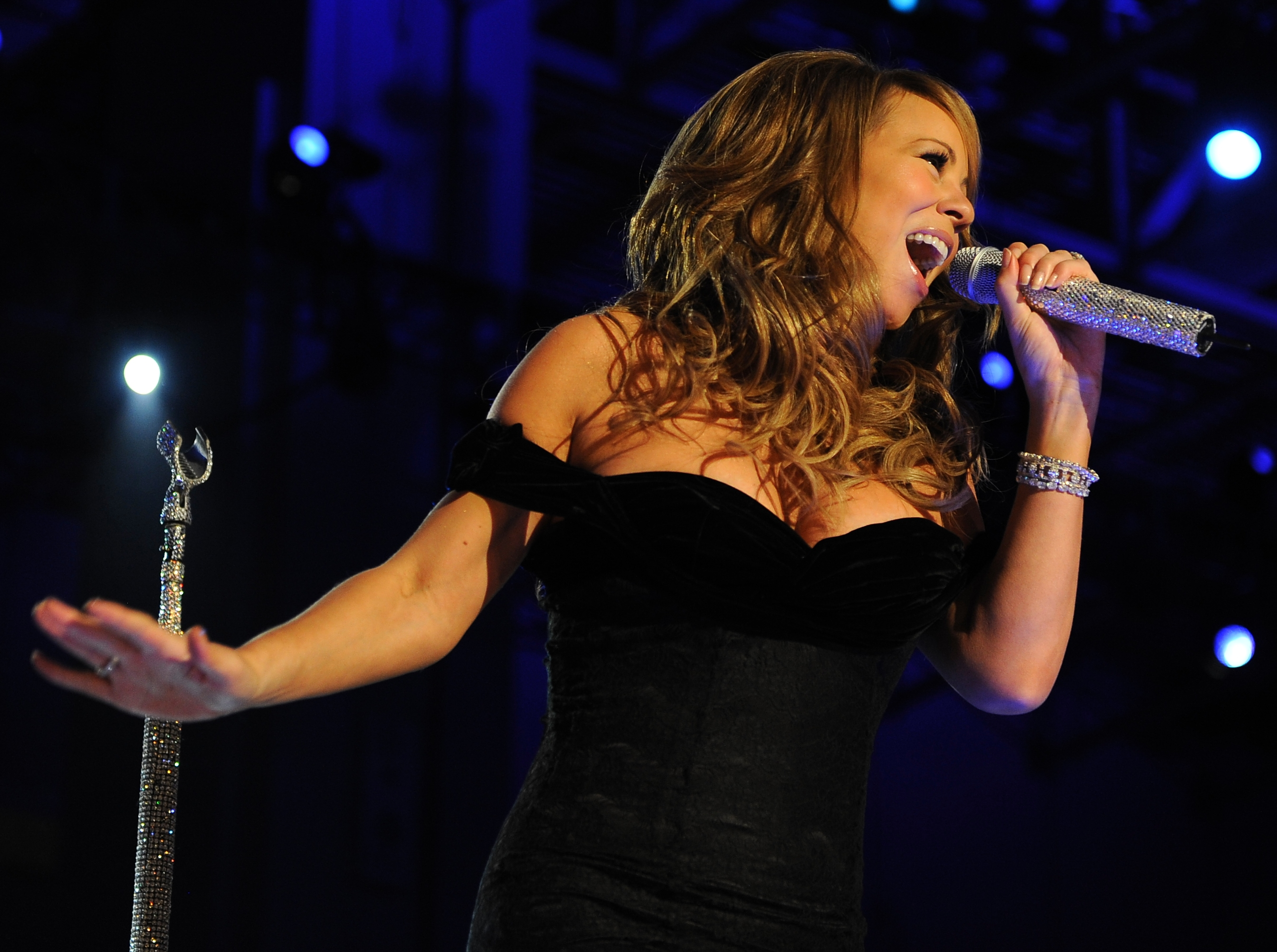
Carey trình bày "Hero" tại The Neighborhood Inaugural Ball của Tổng thống Obama

Phong cách âm nhạc của Mariah Carey mang những ảnh hưởng đáng kể trong ngành âm nhạc đương đại. Nhà phê bình âm nhạc G. Brown từ The Denver Post khẳng định "âm vực trải dài 5 quãng tám của Mariah Carey cùng kỹ thuật hát luyến đã gây ảnh hưởng đến thế hệ của nhiều ca sĩ nhạc pop." Theo Rolling Stone, "Kỹ thuật hát luyến của bà, những nốt dao động trang hoàng nên những bài hát như 'Vision of Love' đã gây cảm hứng đến lối hát theo kiểu Thần tượng âm nhạc Mỹ và hầu hết nữ ca sĩ R&B khác kể từ thập niên 90." Theo The New Yorker, bài hát được mệnh danh là bản hiến chương melisma" Jody Rosen từ Slate viết rằng Carey là một trong những giọng ca gây ảnh hưởng nhất trong hai thập kỷ qua. Dù mang giọng hát mạnh mẽ, kỹ thuật của Carey lại chủ yếu nằm ở việc sử dụng hát luyến và belting, tạo nên tranh cãi vì nhiều ca sĩ trẻ thường mô phỏng phong cách của bà trong trình diễn trực tiếp.
Album thứ 2 của bà là Emotions,  Albumđược mệnh danh là "bản hiến chương whistle register". Với các kĩ thuật showcase whistle khó như up-scale, runs, vibrato...Bà đã thể hiện rất nhiều kỹ thuật nhưng nó lại hợp lý và trở nên iconic vô cùng. Tư duy kỹ thuật vượt bậc của cô gái 18 tuổi lúc bấy giờ đã làm cho giới truyền thông phải nói chuyện nhiều. Đồng thời album cũng làm phổ biến whistle hơn bao giờ hết.
Album thứ 4 của Mariah Carey là Merry Christmas đã làm phổ biến album-nhạc Giáng Sinh ở giới trẻ, trong khi trước đây, những thể loại về ngày lễ hội chỉ được viết bởi các nghệ sĩ lâu năm và coi như là món quà kết thúc hợp đồng với hãng đĩa. Và All I want for Christmas is you của bà được Rolling Stones mô tả bài hát là một "tiêu chuẩn cho mùa lễ hội" và xếp vào danh sách "Những bài hát Giáng sinh vĩ đại nhất của kỷ nguyên Rock and Roll"
Nhiều nghệ sĩ gọi Carey là nguồn ảnh hưởng chính, như Aneeka, Ariana Grande, Britney Spears, Beyoncé, Katy Perry Lady Gaga Bridgit Mendler, Christina Aguilera, Jessica Simpson, Rihanna, Grimes, Kelly Clarkson, Nelly Furtado, Leona Lewis, Brandy Norwood, Pink, Mary J. Blige, Melanie Fiona, Missy Elliott và Jessica Sanchez. Theo Stevie Wonder, "Khi người ta nhắc đến ca sĩ mang nhiều ảnh hưởng vĩ đại, họ đề cập đến Aretha, Whitney và Mariah. Đó là điều chứng minh tài năng của bà ấy. Quãng giọng của bà thật tuyệt vời." Beyoncé gọi Carey và "Vision of Love" là điều gây cảm hứng để cô tập luyện giọng hát khi còn nhỏ, cũng như giúp cô theo đuổi nghiệp ca hát. Pier Dominguez, tác giả của Christina Aguilera: A star is made, Aguilera khẳng định chính Carey là nguồn ảnh hưởng lớn nhất đến phong cách ca hát và hình tượng phụ nữ trưởng thành của mình. Philip Brasor từ The Japan Times chỉ ra phong cách ca hát và luyến láy của Carey gây ảnh hưởng lớn đến ca sĩ châu Á, trong đó có ca sĩ người Nhật Utada Hikaru.
Kelefa Sanneh của The New York Times bình luận rằng "Vào giữa thập niên 1990, Carey tiên phong trong một tiểu thể loại mà vài người gọi là song ca "thug-love". Giờ đây nhiều ngôi sao nhạc pop trong sạch được trông đợi hợp tác với nhiều rapper nổi loạn, nhưng khi Carey hợp tác với Ol' Dirty Bastard của Wu-Tang Clan trong bản nhạc thành công "Fantasy (Remix)" 1995, đó là một điều bất ngờ và đạt tiếng vang lớn". Sasha Frere-Jones, biên tập viên của tờ The New Yorker cho rằng Carey là "tiêu chuẩn cho các ngôi sao R&B/hip-hop như Missy Elliott và Beyoncé kết hợp giai điệu cùng phần rap. Các ngôi sao nhạc pop da trắng—bao gồm Britney Spears, 'N Sync và Christina Aguilera—đã trải qua gần 1 thập niên thực hiện nhạc pop mang ảnh hưởng đậm nét R&B." Hơn nữa, Jones còn cho rằng "Ý tưởng bắt cặp giữa một giọng ca nữ và một trưởng nam MC của dòng nhạc hip-hop đã thay đổi dòng nhạc R&B và sau cùng là tất cả nhạc pop. Cho dù ngày nay mọi người đều thực hiện ý tưởng này một cách công khai, thành công này của "Mimi" vẫn còn mãi thuộc về Carey." Judnick Mayard, tác giả của TheFader, cho rằng trong cuộc hợp tác giữa R&B và hip hop, "Người thắng cuộc trong cuộc phong trào này là Mariah Carey." Mayard còn khẳng định "Cho đến nay ODB và Mariah có thể vẫn là sự hợp tác xuất sắc và ngẫu nhiên nhất mọi thời đại", mà nhờ bản thu âm "Fantasy," "R&B và hip hop là anh em kế xuất sắc nhất."

## Thành tựu

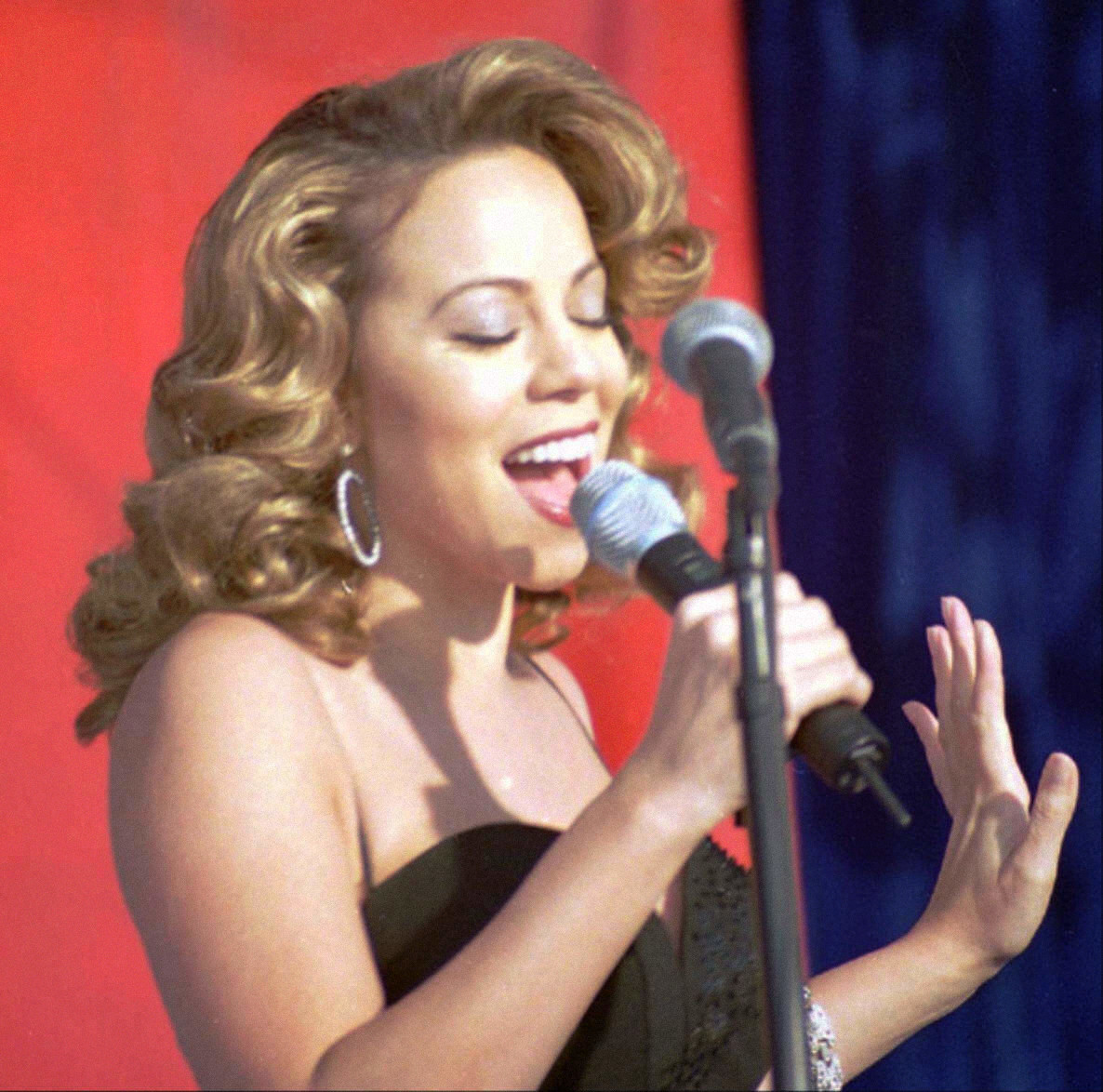
Carey tại Căn cứ quân sự Edwards khi đang thực hiện video âm nhạc cho bài hát "I Still Believe" vào tháng 12 năm 1998.

Trong xuyên suốt sự nghiệp, Carey đã giành được nhiều danh hiệu và giải thưởng, bao gồm giải thưởng Âm nhạc Thế giới cho "Nữ nghệ sĩ bán chạy nhất thiên niên kỷ", giải Grammy cho "Nghệ sĩ mới xuất sắc nhất" vào năm 1991 và "Giải thưởng Thành tựu đặc biệt cho Nghệ sĩ của thập niên" của Billboard. Trong hơn hai thập kỷ hoạt động và làm việc, Carey đã bán ra hơn 200 triệu đĩa thu âm trên toàn cầu, giúp bà trở thành một trong những nghệ sĩ âm nhạc có doanh số lớn nhất mọi thời đại. Carey là nữ nghệ sĩ bán chạy nhất trong kỷ nguyên Nielsen SoundScan, với hơn 52 triệu đĩa tiêu thụ. Carey dẫn đầu danh sách "22 giọng ca vĩ đại nhất trong âm nhạc" của MTV và Blender, trong khi xếp thứ nhì trong danh sách "100 giọng ca pop nổi bật" của tạp chí Cove. Theo tạp chí Billboard, bà là nghệ sĩ thành công bậc nhất thập niên 1990 tại Hoa Kỳ. Bà cũng giành giải Chopard Diamond vào năm 2003, công nhận doanh số vượt 100 triệu album trên toàn cầu. Theo Hiệp hội Công nghiệp Ghi âm Hoa Kỳ (RIAA), Carey đứng thứ ba trong số những nữ nghệ sĩ âm nhạc có lượng đĩa bán chạy nhất tại quốc gia này, với 63.5 triệu chứng nhận album. Tại Nhật Bản, Carey có 4 album bán chạy hàng đầu mọi thời đại bởi một nghệ sĩ ngoài châu Á.
Carey có 82 tuần nắm giữ vị trí số 1 tại Billboard Hot 100, nhiều hơn bất kể nghệ sĩ nào trong lịch sử xếp hạng Hoa Kỳ. Cũng tại bảng xếp hạng này, bà có tổng cộng 19 đĩa đơn quán quân, con số lớn nhất từng được ghi nhận bởi một nghệ sĩ đơn ca (chỉ đứng sau ban nhạc The Beatles). Vào năm 1994, Carey phát hành album ngày lễ Merry Christmas, chạm mốc 15 triệu bản trên toàn cầu và là album Giáng sinh bán chạy nhất mọi thời đại. Đĩa đơn "All I Want for Christmas Is You" trích từ album này trở thành bài hát ngày lễ và nhạc chuông duy nhất đạt chứng nhận đa Bạch kim tại Hoa Kỳ. Tại Nhật Bản, Number 1's bán hơn 3.250.000 bản và là album bán chạy nhất mọi thời đại tại quốc gia này bởi một nghệ sĩ ngoài châu Á. Đĩa đơn "One Sweet Day" mà Carey hợp tác cùng Boyz II Men có 16 tuần liên tiếp dẫn đầu Billboard Hot 100 vào năm 1996, lập nên kỷ lục cho đĩa đơn quán quân có thời gian trụ hạng dài nhất lịch sử xếp hạng Hoa Kỳ. Sau khi Carey đạt thành công tại châu Á với Merry Christmas, Billboard gọi Carey là nghệ sĩ hải ngoại thành công nhất tại Nhật Bản. Vào năm 2008, Billboard liệt "We Belong Together" vào vị trí thứ 9 trong danh sách Billboard Hot 100 All-Time Top Songs và vị trí thứ 2 trên Top Billboard Hot 100 R&B/Hip-Hop Songs. Đây cũng là bài hát phổ biến nhất thập niên 2000, do Billboard bình chọn. Vào năm 2009, phiên bản trình bày lại "I Want to Know What Love Is" của Carey trở thành bài hát đạt vị trí quán quân lâu nhất trong lịch sử xếp hạng Brazil, với tổng cộng 27 tuần liên tiếp. Ngoài ra, Carey còn có 3 bài hát mở đầu tại vị trí số 1 trên Billboard Hot 100: "Fantasy", "One Sweet Day" và "Honey", nhiều hơn bất kể nghệ sĩ nào trong lịch sử 52 năm xếp hạng; "Fantasy" cũng là bài hát đầu tiên bởi một nữ nghệ sĩ ra mắt tại ngôi quán quân Hot 100. Vào ngày 19 tháng 11 năm 2010, Billboard xếp Carey vào danh sách "50 Nghệ sĩ R&B/Hip-Hop dẫn đầu 25 năm qua", nằm ở vị trí thứ 5 trong danh sách "Billboard Hot 100 All-Time Top Artists", giúp Carey trở thành nữ nghệ sĩ thành công thứ nhì trong lịch sử xếp hạng Hoa Kỳ. VH1 liệt bà ở vị trí Á quân trong danh sách "100 người phụ nữ vĩ đại nhất trong âm nhạc". Vào tháng 8 năm 2015, Carey được vinh danh bằng một ngôi sao tại Đại lộ Danh vọng Hollywood.

## Danh sách đĩa nhạc
- Mariah Carey (1990)
- Emotions (1991)
- Music Box (1993)
- Merry Christmas (1994)
- Daydream (1995)
- Butterfly (1997)
- Rainbow (1999)
- Glitter (2001)
- Charmbracelet (2002)
- The Emancipation of Mimi (2005)
- E=MC² (2008)
- Memoirs of an Imperfect Angel (2009)
- Merry Christmas II You (2010)
- Me. I Am Mariah... The Elusive Chanteuse (2014)
- Caution (2018)

## Sự nghiệp điện ảnh
- The Bachelor (1999)
- Glitter (2001)
- WiseGirls (2002)
- Death of a Dynasty (2003)
- State Property 2 (2005)
- Tennessee (2008)
- You Don't Mess with the Zohan (2008)
- Precious (2009)
- The Butler (2013)
- A Christmas Melody (2015)
- Popstar: Never Stop Never Stopping (2016)
- The Keys of Christmas (2016)
- The Lego Batman Movie (2017)
- Girls Trip (2017)
- The Star (2017)
- All I Want for Christmas Is You (2017)

## Lưu diễn
Trình diễn chính
- Music Box Tour (1993)
- Daydream World Tour (1996)
- Butterfly World Tour (1998)
- Rainbow World Tour (2000)
- Charmbracelet World Tour (2003–04)
- The Adventures of Mimi (2006)
- Angels Advocate Tour (2009–10)
- The Elusive Chanteuse Show (2014)
- The Sweet Sweet Fantasy Tour (2016)
- Mariah Carey: Live in Concert (2018)
- Caution World Tour (2019)

Chương trình cố định
- All I Want For Christmas Is You, A Night of Joy & Festivity tại nhà hát Beacon, Thành phố New York. (2014–15; tổ chức vào tháng 12 mỗi năm)
- Mariah Carey #1's tại The Colosseum at Caesars Palace, Las Vegas. (2015–16)